# Elsterwerda

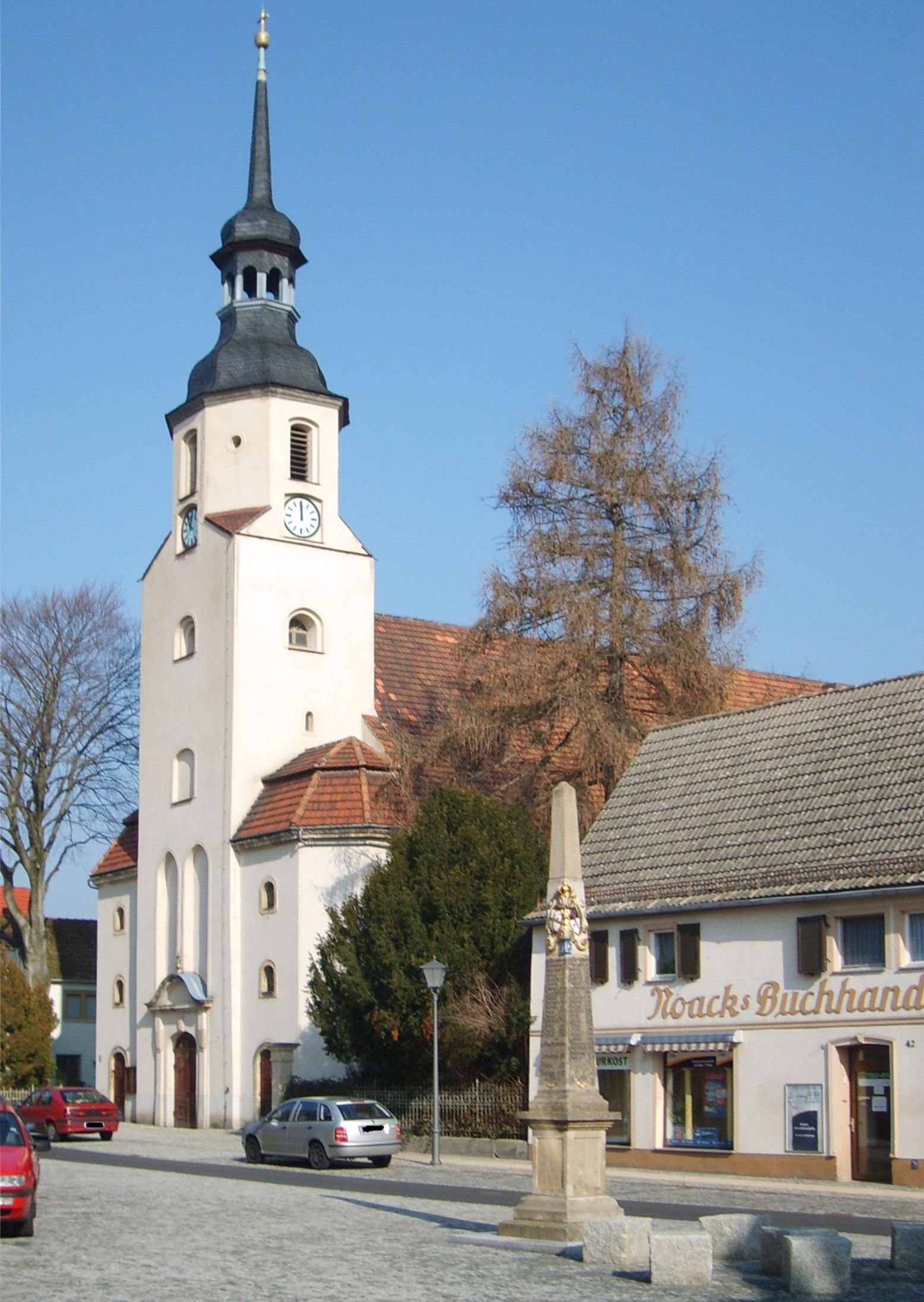
Stadtkirche St. Katharina mit kursächsischer Postmeilensäule

Elsterwerda (niedersorbisch Wikow) ist eine Kleinstadt im brandenburgischen Landkreis Elbe-Elster. Sie umfasst eine Fläche von 41 km² und befindet sich im Süden des Naturparks Niederlausitzer Heidelandschaft und an der westlichen Grenze des Schradens, eines Niederungsgebietes der Schwarzen Elster.
Der Ort gehörte bis 1815 zum kursächsischen Amt Hayn und wurde nach der Teilung Sachsens gemäß den Bestimmungen des Wiener Kongresses Teil des preußischen Landkreises Liebenwerda. Die Stadt war von 1952 bis 1993 Teil des Kreises Bad Liebenwerda (bis 1990 im DDR-Bezirk Cottbus). Nach der Kreisgebietsreform in Brandenburg kam Elsterwerda 1993 zum neugebildeten Landkreis Elbe-Elster.
Die Stadt erfüllt seit 1995 gemeinsam mit Bad Liebenwerda die Funktion eines Mittelzentrums in Funktionsergänzung und wurde 2005 durch den Ostdeutschen Sparkassen- und Giroverband mit dem Unternehmerpreis Kommune des Jahres ausgezeichnet. Ihr größter Industriezweig ist die Metallindustrie mit gegenwärtig 15 Unternehmen und zirka 700 Beschäftigten. Außerdem genießt die Stadt aufgrund ihrer Bildungseinrichtungen einen guten Ruf als Schulstadt.

## Geografie

### Geografische Lage

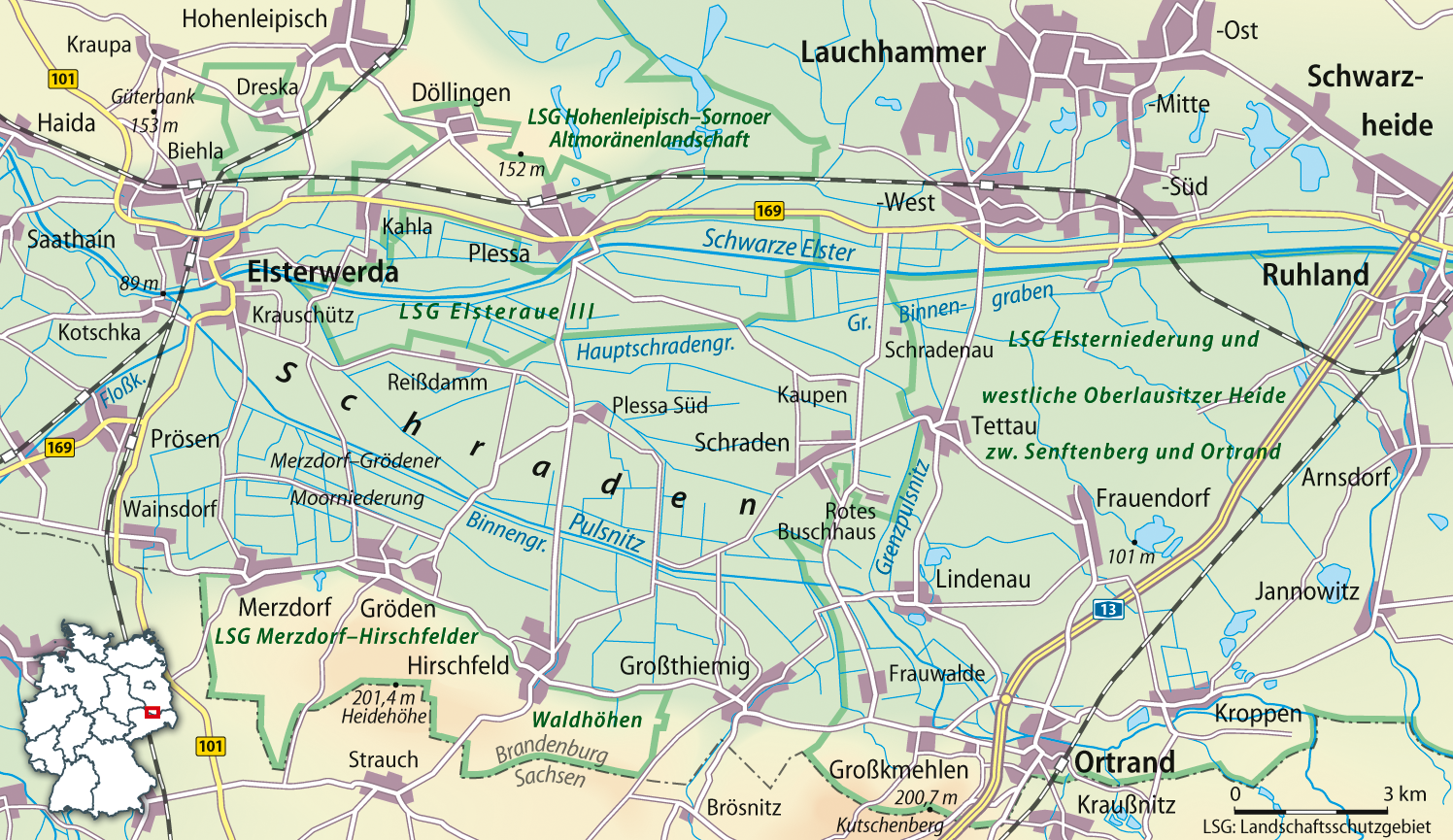
Elsterwerda im Schraden

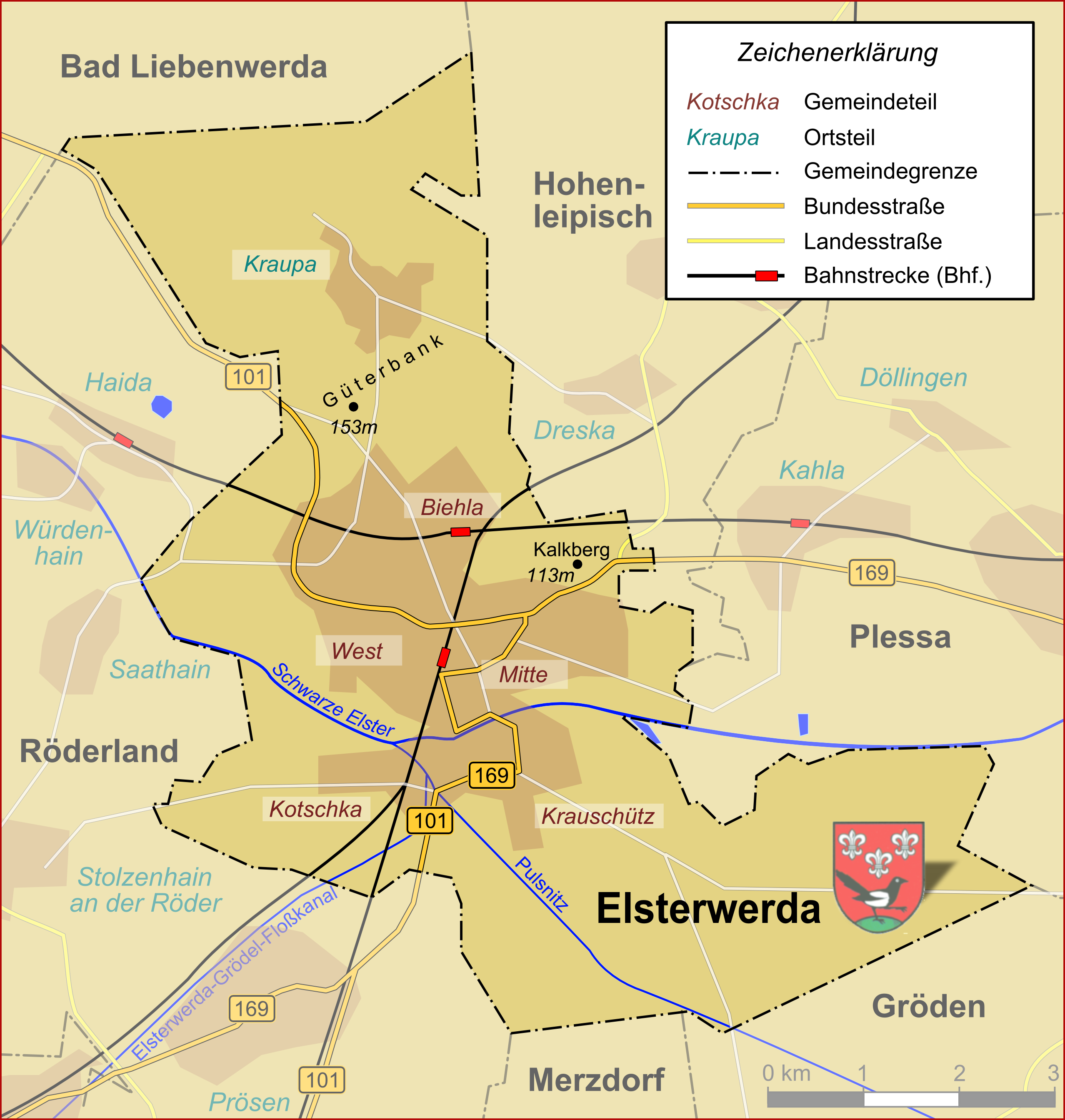
Übersichtskarte von Elsterwerda

Elsterwerda auf einer geschichtlichen Karte des Kreises Liebenwerda (1910).

Elsterwerda ist eine amtsfreie Gemeinde mit Stadtrecht seit 1364. Sie liegt im Süden Brandenburgs rund 50 Kilometer nördlich von Dresden, an der westlichen Grenze des Schradens, eines 15.000 Hektar großen Niederungsgebiets im Breslau-Magdeburger Urstromtal. Außerdem gehört die Stadt zum 484 km² umfassenden Gebiet des Naturparks Niederlausitzer Heidelandschaft. Das Stadtgebiet wird von der Schwarzen Elster durchflossen. Der im 18. Jahrhundert erbaute Elsterwerda-Grödel-Floßkanal stellt eine Verbindung zur Elbe her und mündet hier in die Pulsnitz, kurz bevor diese auf 88,6 m ü. NHN am Flusskilometer 71,09 in die Schwarze Elster eintritt.

### Stadtgliederung
Zum 41 km² großen Stadtgebiet gehören entsprechend ihrer Hauptsatzung der Ortsteil Kraupa sowie die bewohnten Gemeindeteile Biehla, Kotschka, Krauschütz, Mitte und West. Hinzu kommen die Wohnplätze Ausbau, Reißdamm und Weinberge. Biehla und Krauschütz wurden 1940 eingemeindet, Kotschka folgte 1974, Kraupa 1993.

### Nachbarorte und -gemeinden
An Elsterwerda grenzt im Norden die Kurstadt Bad Liebenwerda mit ihren ausgedehnten Waldgebieten der Liebenwerdaer Heide, im Nordosten das mit Streuobstwiesen durchzogene Gebiet der Gemeinde Hohenleipisch und im Osten das vom früheren Braunkohlebergbau geprägte Plessa. Das Stadtgebiet grenzt im Süden an die Schradengemeinden Gröden und Merzdorf. Im Südwesten und Westen von Elsterwerda schließt sich das Gebiet der Gemeinde Röderland an.

### Geologie

#### Heutiges Landschaftsbild
Die Morphologie der Landschaft um Elsterwerda ist maßgeblich von der vorletzten Eiszeit geprägt. Eine mehrere hundert Meter mächtige Schicht von Sand und Kies bedeckt das kristalline Grundgebirge. Die höchsten Erhebungen der Stadt sind mit 153 m ü. NN die Güterbank zwischen den Ortsteilen Kraupa und Biehla und im nordöstlichen Stadtgebiet der Kalkberg, mit einer Höhe von 113 m ü. NN. Beide entstanden während der Saalekaltzeit und gehören zur Hohenleipisch-Plessaer Endmoräne. Gemeinsam mit der Gröden-Ortrander Endmoräne, zu der auch Brandenburgs höchste topographische Erhebung, die Heidehöhe gehört, bildet sie die Elsterwerdaer Pforte. Mit einer Ausdehnung von sieben Kilometern zwischen Elsterwerda im Norden und Merzdorf im Süden ist sie die engste Stelle des Breslau-Magdeburger Urstromtals.
Kleinere Braunkohlenlagerstätten wurden von Ende des neunzehnten bis Anfang des zwanzigsten Jahrhunderts auf Kraupaer Flur, wo das Flöz eine Mächtigkeit von zwei bis vier Lachter besaß, und auf Biehlaer Flur in der Grube Robert im Tief- und Tagebau abgebaut. In den Niederungsbereichen der Schwarzen Elster gibt es Vorkommen von Raseneisenstein mit einem Eisengehalt von 34 bis 50 %.

#### Proterozoikum
Das Grundgebirgsstockwerk ist Teil der Saxothuringischen Zone des variszischen Grundgebirges. Die bei Rothstein aufgeschlossenen Kieselsinterhornsteine (Rothsteiner Felsen) sind proterozoischen Alters und bilden auch im Untergrund von Elsterwerda die ältesten Gesteinskomplexe. Es handelte sich ursprünglich um Grauwacken, welche durch unterkarbonischen Andesitvulkanismus verkieselt wurden. Die Mächtigkeit der Rothstein-Formation wird aufgrund von Forschungsbohrungen der SDAG Wismut auf etwa 1000 m geschätzt, das Alter wurde mit Hilfe von Zirkonanalysen auf etwa 566 ± 10 Millionen Jahre datiert. Wahrscheinlich ist, dass es sich um Fragmente eines marinen Kontinentalrand-backarc der Cadomiden handelt.

### Klima
Der Schraden, zu dem Elsterwerda gehört, liegt im sogenannten Schwarze-Elster-Bezirk des Binnenlandklimas, jedoch ist ein Übergang zum Kontinentalklima spürbar. Die spezifische Ausprägung der regionalen Klimaelemente ist gering entwickelt und wird im Wesentlichen durch die Besonderheiten des nach Ost-West orientierten Reliefs des Breslau-Magdeburger Urstromtals sowie die dieses im Norden und Süden begrenzenden Höhenzüge der Endmoränen bestimmt. Dabei übt die Hohenleipisch-Plessaer Endmoräne eine gewisse Regenschattenwirkung auf die Niederungsbereiche aus. Der Schraden zählt zu den abflussärmsten Gebieten innerhalb Deutschlands.

## Geschichte

### Ortsname
- Elsterwerda besteht aus zwei Teilwörtern. Elster, welches sich auf den Fluss bezieht und vom indogermanischen *el/*ol stammt, bedeutet so viel wie Fluss oder Strom. Der Wortteil -werda leitet sich von Werder ab, das eine Insel oder eine Erhebung bezeichnet. Eine andere Forschungsmeinung bezieht sich auf die Tatsache, dass die Landschaft um Elsterwerda früher sehr sumpfig war, und deutet den Namen als Geländeerhebung zwischen Sümpfen.[10][11][12][13]
- Wikow ist der niedersorbische Name von Elsterwerda. Er leitet sich vom sorbischen Wort wiki ab und bezeichnet einen Markt- oder Handelsplatz.[14][15]

### Frühgeschichte, Stadtgründung und Mittelalter
Die ältesten Spuren menschlicher Besiedlung in Elsterwerda wurden an der Schwarzen Elster gefunden und stammen aus der späten Bronzezeit um 1200–1100 v. Chr.
Vor mehr als 1500 Jahren siedelten sich in der Umgebung der heutigen Stadt Germanen an, die wahrscheinlich zum Stamm der Semnonen gehörten. Die Spuren der relativ kurzen Besiedlung von nur einigen Jahrzehnten reichen bis in die Zeit der großen Völkerwanderung hinein. Danach blieb dieses Gebiet weitgehend siedlungsleer. Scherbenfunde im Bereich des Kalkberges sowie in der südlich vorgelagerten Niederung belegen hier erst wieder für die spätslawische Zeit Siedlungsaktivitäten.
Die Burg Elsterwerda scheint im ausgehenden 12. bzw. im 13. Jahrhundert zur Sicherung des Flussübergangs, der aus Halle/Leipzig kommenden und in Richtung Ortrand führenden Niederstraße sowie einer Überlandstraße, die von Großenhain in Richtung Luckau führte, errichtet worden zu sein. Sie diente wahrscheinlich als vorgeschobener Stützpunkt der alten Burgwarte von Strehla und Boritz. Im Schutze der 1288 erstmals urkundlich erwähnten Burg entwickelte sich nördlich des Elsterübergangs im 13. Jahrhundert eine städtische Siedlung.
Am 14. März 1211 wurde Elsterwerda erstmals in einer Urkunde erwähnt. Sie wurde von Bruno II., dem Bischof von Meißen, ausgestellt und bestätigte eine Schenkung, die Heinrich von Strehla dem Kloster Altzelle gemacht hatte. Von sieben Zeugen, die diese Urkunde unterzeichnet hatten, steht an vierter Stelle der Priester „Rudolfus sacertos de Elsterwerden“. Die westlich der Stadt zu findende Flurbezeichnung Alte Stadt und die ausgedehnte Flur lassen eine Ortsverlegung im Zuge der Stadtanlage beziehungsweise die Eingliederung benachbarter Dorfgemarkungen vermuten.

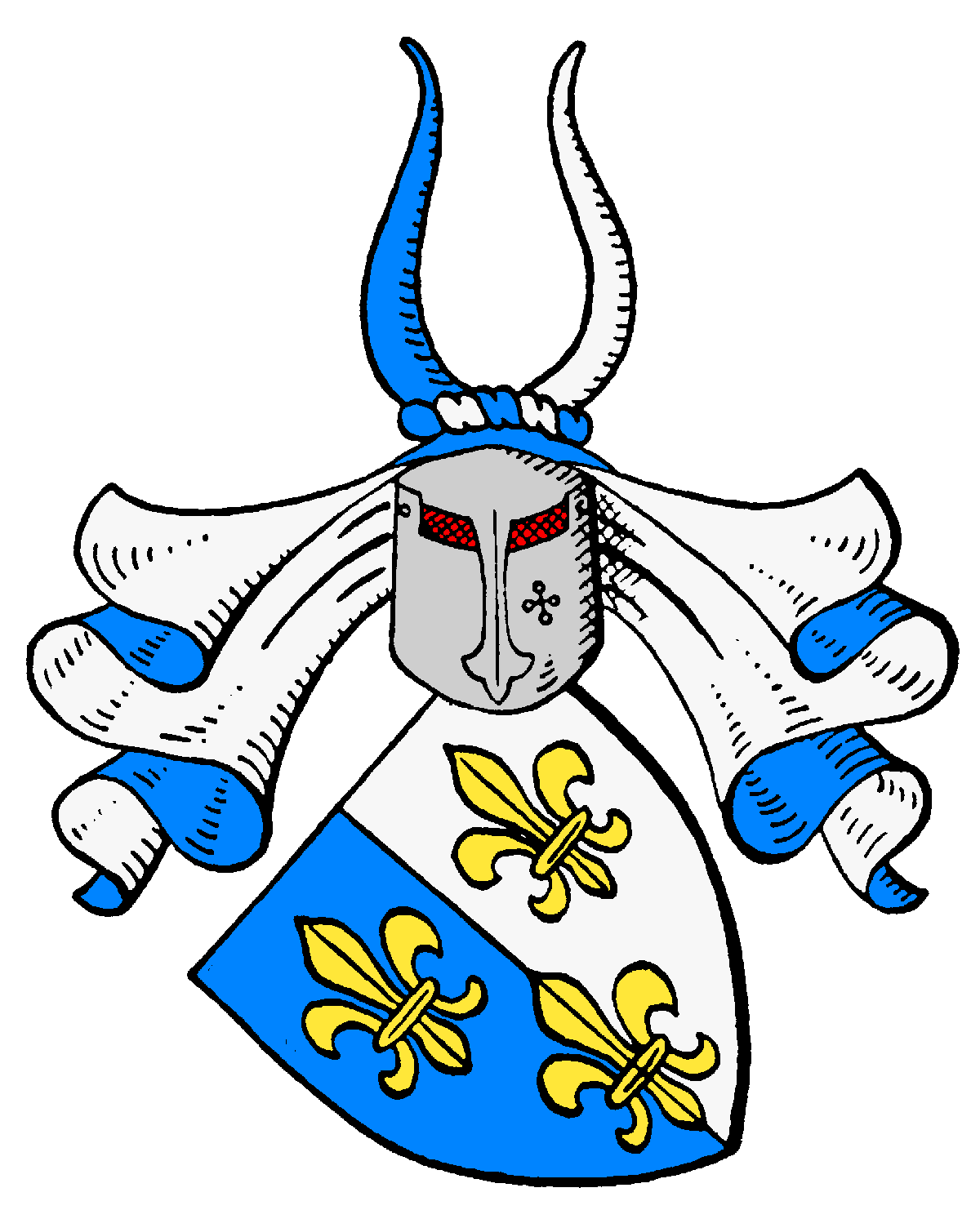
Das Wappen derer von Köckeritz

Aus einer Urkunde im Hauptstaatsarchiv Weimar vom 18. Februar 1326 ist zu schließen, dass die Burg Lehnbesitz des Heinrich von Köckeritz war. Am 21. Dezember 1343 wurde ein Konrad von Köckeritz als Herr von Elsterwerda in einer Urkunde genannt. Dem Geschlecht von Köckeritz, das bis Anfang des 16. Jahrhunderts in Elsterwerda herrschte, gelang es, im Übergangsland zwischen der Mark Meißen und der Niederlausitz ein vom Amt unabhängiges Herrschaftsgebiet aufzubauen. Zur spätmittelalterlichen Herrschaft Elsterwerda gehörten die Dörfer Krauschütz, Biehla, Kotschka, Plessa, Dreska, Kraupa, Kahla, Frauendorf, Hirschfeld, Frankenhain (vermutlich die Wüstung Franken bei Hirschfeld), Strauch, Merzdorf und ein Teil von Großthiemig. Noch 1530 rechnete man diese Dörfer zur Elsterwerdaer Pflege. Die Köckeritze sanken allerdings später auf die Stufe von Raubrittern. Nach der Entführung des Hohenleipischer Pfarrers erschien 1509 Herzog Georg von Sachsen mit seinem Gefolge in Elsterwerda und nahm die Burg und die Stadt ein, da es Anzeichen gab, dass sich weitere Adlige dem Landfriedensbruch der Köckeritze anschließen wollten. Schließlich zwang er 1512 die Köckeritze, ihren Besitz in Elsterwerda an ihn zu verkaufen, ließ bis 1528 die Herrschaft durch einen Amtmann verwalten und gliederte sie dann dem Hayner Amt an.
Um 1372 wurde Elsterwerda als stetichen bezeichnet. Drei Tore und eine Pforte schlossen die Stadt in der Nacht von allem Verkehr ab. Da die Schwarze Elster in zahlreichen Armen und Fließen, ähnlich der Landschaft im Spreewald, um die Stadt herum floss, bot dies einen sicheren Schutz, sobald die Tore geschlossen waren; sie hatte nie eine Stadtmauer. Noch 1711 nannte das Stadtbuch das Haynsche Tor und das Schlosstor im Süden der Stadt sowie das Luckische Tor im Norden. Die aus dem 16. Jahrhundert stammende Oedersche Karte zeigt bereits die Häuserzeile, die sich gegenüber der Kirche St. Katharina befindet. Sie dürfte der älteste Teil der heutigen Stadt Elsterwerda sein. Die Kirche selbst war von einem Friedhof umgeben und an der Straße schloss sich nach Osten ein nahezu rechteckiger Stadtgrundriss an.

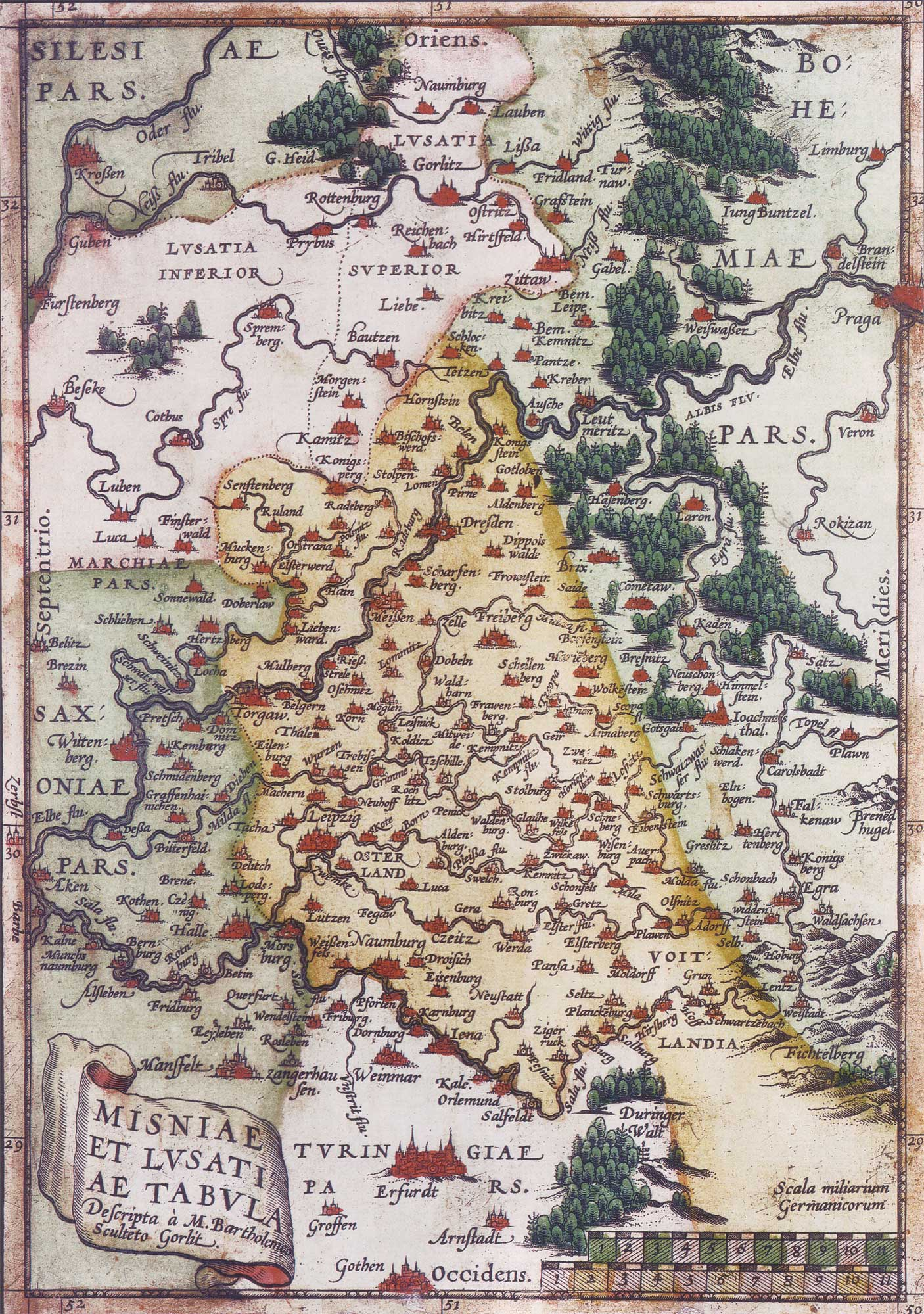
Mark Meißen um 1600.
Oben ist hier Osten.

Durch den Frieden von Tangermünde kam das Land zwischen Elbe und Elster 1312 an Brandenburg. Noch bis 1367 gehörten Burg und Stadt Elsterwerda, wo eine Pfarrkirche erstmals 1311 in einem Kopialbuch erwähnt wurde, dem Bistum Naumburg an. Um 1539 fand in Elsterwerda die erste evangelische Taufe statt, und 1547 wurde nach der Durchsetzung der Reformation Magister Petrus Ketzmann als Pfarrer in Elsterwerda eingesetzt. Außerdem wurde eine Knaben- und Mädchenschule eingerichtet. Im selben Jahr war Haubold von Maltitz (bis 1567) Herr von Elsterwerda. Ihm folgten sein Bruder Georg von Maltitz und 1586 Sigmund von Maltitz, kurfürstlich-sächsischer Stallmeister und Oberforstmeister zu Annaburg. Nach dem Tod Sigmunds erwarb die Familie von Rohr am 5. März 1612 den Besitz. Unter deren Einfluss fanden größere Bauvorhaben in Elsterwerda statt.

### Frühe Neuzeit
Elsterwerda wurde 1562 von einer schrecklichen Feuersbrunst fast ganz eingeäschert. In den folgenden Jahren fiel die Stadt noch viele Male dem Feuer zum Opfer. Eine Ursache dafür lag in der Bauweise der Häuser, deren Dächer mit Stroh und Schilf eingedeckt waren. Weitere verheerende Brände gab es 1569, 1621 und 1631.
Der Dreißigjährige Krieg brachte für die gesamte Gegend und die Stadt Elsterwerda viel Elend und Plünderungen durch durchziehende Truppen. Als Bürgermeister Nagel sich mit den Elsterwerdaer Bürgern im sumpfigen Gelände des Schradenwaldes zu verbergen suchte, soll ihm durch schwedische Truppen ein ähnliches Schicksal bereitet worden sein, wie dem Bürgermeister Borßdorff aus Liebenwerda, der 1634 ergriffen und an Pferde gebunden bei Zeischa zu Tode geschleift wurde. Zu dieser Zeit (1640) gehörte die halbe Stadt dem auf der Burg sitzenden Bernhard von Rohr. Die andere Hälfte war Erasmus von Maltitz untertan, der auf dem Rittergut in Krauschütz saß.
Der 1756 beginnende Siebenjährige Krieg hatte auch Auswirkungen auf das Elsterwerda umgebende preußisch-sächsische Grenzgebiet. Durchziehende Truppen suchten die Gegend immer wieder heim, und Preußen versuchten junge Männer aus den besetzten Gebieten für die preußische Armee zwangszurekrutieren. Am 10. Oktober 1757 versammelte der österreichische Reichsgraf Andreas Hadik von Futak sein kleines Korps im damals kursächsischen Elsterwerda. Die Stadt wurde Ausgangspunkt von Hadiks berühmt gewordenen Berliner Husarenstreich, bei dem er die preußische Hauptstadt Berlin am 16. Oktober 1757 für einen Tag besetzte und rund 200.000 Taler Kontribution eintrieb.

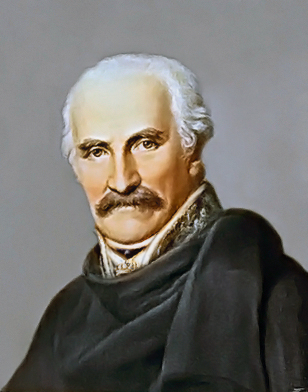
Gebhard Leberecht von Blücher

Während der Befreiungskriege 1813 erlebte die Umgebung Elsterwerdas gewaltige Truppenbewegungen französischer und preußischer Kriegsverbände und in jenem Jahr zog auch Napoléon mit seinem Gefolge durch Elsterwerda. Kurz vor der Völkerschlacht bei Leipzig lagerte vom 28. bis 30. September 1813 das Korps von Gebhard Leberecht von Blücher mit 30.000 Mann in Elsterwerda und Kotschka. Etwa zur gleichen Zeit nahmen Ende September die Korps der Generäle Dobschütz und Tauentzien mit ebenfalls 30.000 Mann im nahe gelegenen Liebenwerda für zehn Tage Quartier. Blücher bezog kurze Zeit später am 9. Oktober 1813 sein Hauptquartier in der Nähe von Leipzig und schlug am 16. Oktober in der Völkerschlacht bei Leipzig den Marschall Marmont bei Möckern vollständig.

### Vom Wiener Kongress bis zum Ende des Zweiten Weltkriegs
Infolge der Bestimmungen des Wiener Kongresses gelangte Elsterwerda 1815 vom Königreich Sachsen an den Regierungsbezirk Merseburg der preußischen Provinz Sachsen und es entstand der Kreis Liebenwerda. Bei Zeischa begannen 1852 Bauarbeiten zur Regulierung der Schwarzen Elster. Der Fluss bekam bis 1861 sein heutiges Bett und wurde durch Dämme eingedeicht. In Elsterwerda wurden die Gräben und Fließe, welche die Stadt durch- und umflossen, zum großen Teil zugeschüttet. Es entstanden an ihrer Stelle neue Straßen und Wohngebiete.
Große Bedeutung für die Stadt bekam der Bau der Eisenbahnstrecken. Am 1. Juni 1874 wurde die Oberlausitzer Eisenbahn von Kohlfurt über Biehla bis Falkenberg (später Wittenberg) übergeben. Ein Jahr später, am 2. Januar 1875, erfolgte der erste Spatenstich zur Elsterwerda-Riesaer Eisenbahn, wo bereits am 15. Oktober der erste Zug fuhr. Fast zeitgleich setzte zuvor am 17. Juni der Zugbetrieb von Dresden nach Berlin ein. Der Eisenbahnknotenpunkt Elsterwerda war entstanden. In den folgenden Jahren entwickelte sich die Eisenbahn zu einem der stärksten Wirtschaftsunternehmen der Stadt und auf Grund der günstigen Bahnverbindungen siedelten sich mehrere Industriebetriebe in Elsterwerda und Biehla an, was auch an der zunehmenden Einwohnerzahl zu spüren war.

Bürgermeister Albert Wilde (1882–1917)

Am 18. September 1882 wurde der Gerichtsbeamte Karl Wilhelm Albert Wilde als Bürgermeister in sein Amt eingeführt, der die Entwicklung der Stadt in der Folgezeit stark beeinflusste. In seiner Amtszeit siedelten sich bis zur Jahrhundertwende eine Reihe von kleinen Betrieben in Elsterwerda an, da der junge Bürgermeister seine besondere Aufmerksamkeit auf die günstige Verkehrslage der Stadt lenkte und Industrieunternehmen dafür begeistern konnte, sie zu nutzen. Das alte Ackerbürgerstädtchen wurde moderner, und Elsterwerda und seine Einwohnerzahl wuchsen ständig. Die Übersiedlung von Fabrikarbeiter- und Eisenbahnerfamilien führte zeitweise zur Wohnungsknappheit. Nach zweimal zwölfjähriger Amtsdauer wählte die Stadtverordnetenversammlung Wilde 1906 zum Bürgermeister auf Lebenszeit.
Der Erste Weltkrieg bereitete dem weiteren Aufstreben der Stadt vorerst ein Ende. Zahlreiche Bürger wurden zum Kriegsdienst einberufen. Die Planung des mit 2.800.000 Mark veranschlagten Baus einer Kleinbahn von Mühlberg über Liebenwerda, Elsterwerda und die Schradendörfer nach Ortrand wurde auf Eis gelegt und auch später nie verwirklicht. Am 16. Oktober 1919 verstarb Bürgermeister Albert Wilde.
Mit Beginn des Zweiten Weltkriegs wurden wiederum Elsterwerdaer Bürger zum Kriegsdienst einberufen. Firmen mussten ihre Produktion umstellen und bald arbeiteten dort auch Kriegsgefangene, die die einberufenen Arbeiter ersetzen mussten. Allein in der Steingut waren bis zu 70 Kriegsgefangene aus Frankreich und der Sowjetunion beschäftigt. Auch aus dem Kriegsgefangenenlager Stammlager IV B der deutschen Wehrmacht in der Nähe von Mühlberg wurden Insassen zur Zwangsarbeit in Elsterwerda verpflichtet.
Die ersten direkten Auswirkungen des Zweiten Weltkrieges trafen die Stadt am 7. Mai 1944. Von den Tieffliegerangriffen waren Eisenbahnzüge und die Umgebung des Ortes betroffen. Nach einem Tieffliegerangriff am 16. April 1945 folgte am 19. April ein Großangriff von 137 amerikanischen B-17-Bombern auf die Bahnanlagen der Stadt. Dabei wurden die meisten Betriebe in Elsterwerda zerstört. Ein im Bahnhof stehender Munitionszug wurde getroffen, und die Explosionen verursachten schwere Schäden auf dem Bahngelände und im Stadtzentrum. Der Bombenangriff kostete 27 Menschen das Leben. Am 22. April 1945 zog die Rote Armee in Elsterwerda ein. Gegen 5:30 Uhr sprengte die Wehrmacht die am 24. August 1898 eingeweihte Stahlbogenbrücke über die Schwarze Elster. Sie war die einzige Straßenverbindung nach Großenhain, Dresden und Riesa. Die Wucht der Explosion zerstörte dabei Gebäude in unmittelbarer Nähe der Brücke, und einzelne Eisenteile flogen bis weit in die Stadt hinein. Insgesamt gab es im April 1945 etwa 75 Tote, die meisten davon waren Zivilisten, die aus Angst vor dem Einmarsch der Roten Armee Selbstmord begingen oder Widerstand leisteten.

### Nachkriegszeit und DDR

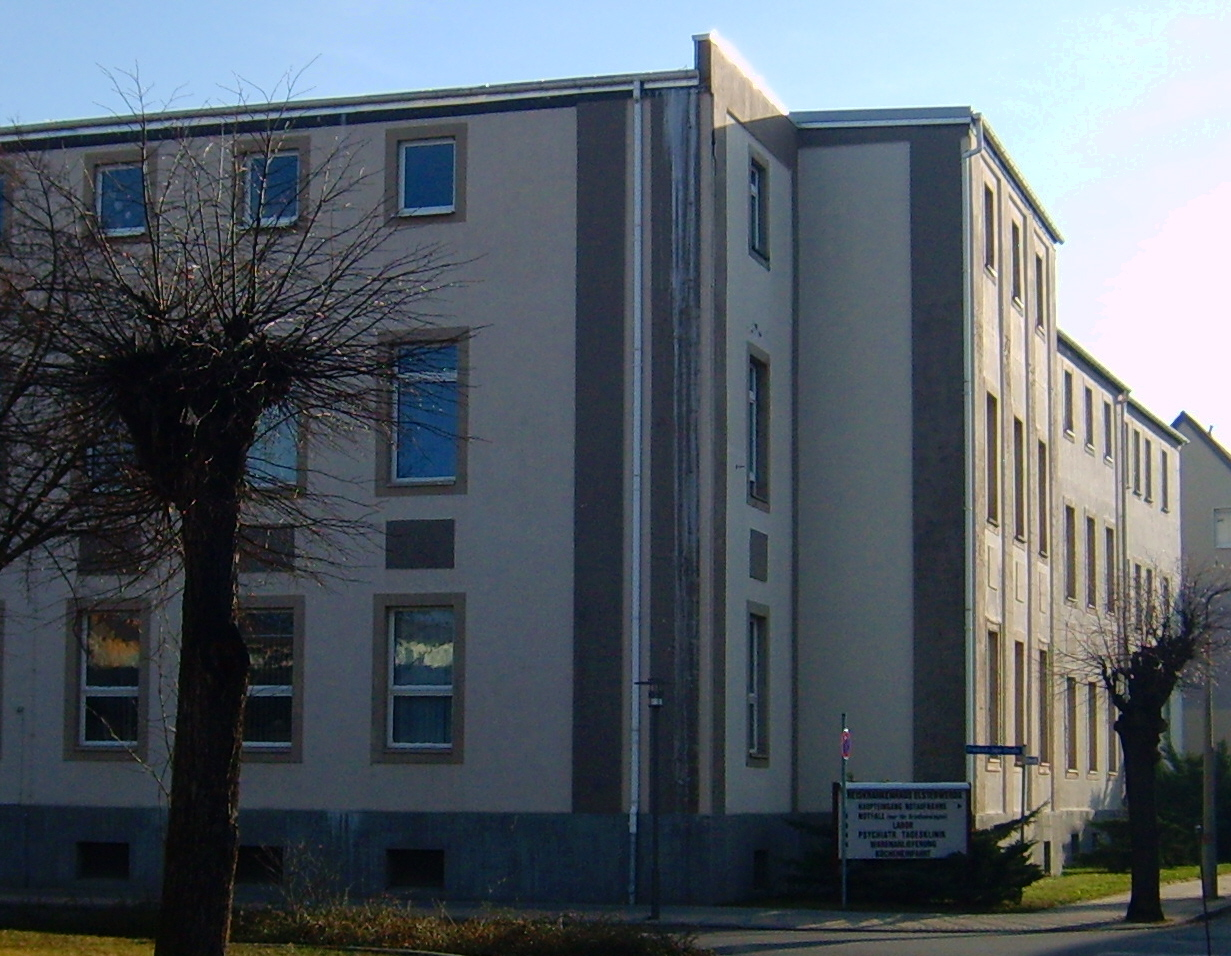
1946 zum Krankenhaus umgebautes Amtsgericht

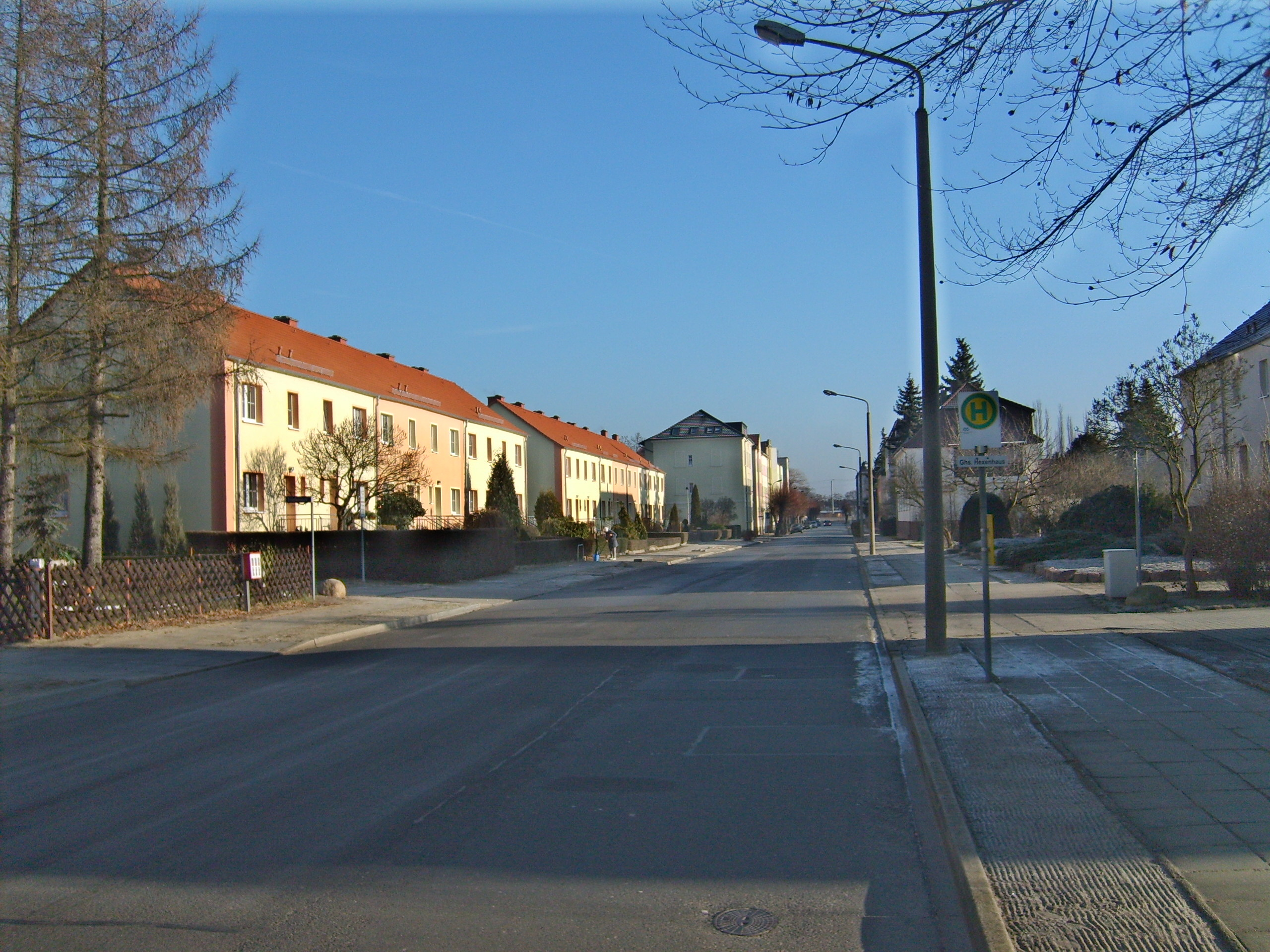
August-Bebel-Straße in Elsterwerda-West

Nach der Besetzung der Stadt ließ der sowjetische Stadtkommandant im Gebäude des heutigen Hotels Europäischer Hof eine Stadtkommandantur und im Amtsgericht eine Koordinierungs- und Auffangstelle für polnische Bürger einrichten, die während des Krieges in Elsterwerda und Umgebung arbeiten mussten. Sie wurden registriert, medizinisch versorgt und in der Stadt untergebracht. Zu diesem Zweck waren in der Stadt ganze Straßenzüge mit Holzverschalungen abgesperrt und wurden durch bewaffnete Posten kontrolliert. Erst nach zwölf Wochen konnten die ausquartierten Anwohner dieser Straßen ihre Wohnungen und Grundstücke wieder aufsuchen. Kurze Zeit nach dem Einmarsch der Roten Armee gab es Brandstiftungen im Ort, denen ein ganzes Geschäftsviertel am Markt und das Café Vaterland zum Opfer fielen. In dieser Zeit kamen viele Flüchtlinge und Kriegsheimkehrer nach Elsterwerda, die versorgt und untergebracht werden mussten.
Nach der Gründung der DDR 1949 kam es zum Aufstand vom 17. Juni 1953. Während im Stahlwerk der benachbarten sächsischen Gemeinde Gröditz 800 Arbeiter die Arbeit niederlegten und sich die Belegschaften anderer Betriebe anschlossen, war es in Elsterwerda ruhig geblieben. Doch auch hier wurden Ausgangssperren und ein Versammlungsverbot verhängt, und die Rote Armee zog wieder durch die Straßen der Stadt.
Während der Festwoche vom 24. Juni bis 2. Juli 1961 feierte die Stadt ihr 750-jähriges Bestehen. Es war das größte Fest in der Geschichte der Stadt, der Höhepunkt war ein zwei Kilometer langer Festumzug durch die Stadt nach Krauschütz am 25. Juni. Etwa 30.000 Menschen säumten die Straßen als Zuschauer.
In den folgenden Jahren wuchsen die Stadt und ihre Betriebe. Im Elsterwerdaer Stadtteil West wurden in der Zeit von 1955 bis 1980 Wohnblöcke mit insgesamt 805 Wohnungen im Auftrag der 1954 gegründeten AWG „7. Oktober“ gebaut.
Die schlechte wirtschaftlichen Lage der DDR wirkte sich in den 1980er Jahren auch auf Elsterwerda aus. Die ansässigen Betriebe hatten unter anderem mit fehlenden Devisen und ausbleibenden Modernisierungen zu kämpfen. Während der Wendezeit 1989 fuhren viele Elsterwerdaer zu den Montagsdemonstrationen nach Leipzig, und als sich am 9. November 1989 die Grenzen öffneten, bildeten sich lange Schlangen vor dem Rathaus, um den begehrten Visum-Stempel im Ausweis zu bekommen, der notwendig war, um nach Westdeutschland oder West-Berlin fahren zu können. Am 16. November 1989 begannen auch in Elsterwerda erste Menschen auf die Straße zu gehen. Auf dem Markt versammelten 350 Bürger, und anschließend zog ein Demonstrationszug mit der Losung „Wir sind das Volk“ durch die Stadt. In der Folgezeit gab es jeden Tag um 19 Uhr einen Gottesdienst in der Stadtkirche, und am 23. November waren 500 Bürger auf dem Marktplatz versammelt.

### Jüngere Vergangenheit
Nach der Wiedervereinigung gingen viele Firmen der Stadt sowie aus der Umgebung in Konkurs und schlossen. Der Bahnhof Elsterwerda verlor als Verkehrsknotenpunkt an Bedeutung. Arbeitslosigkeit machte sich breit, und viele Bürger gingen in den Westen Deutschlands, um dort ihr Geld zu verdienen. Aber auch neue Betriebe entstanden und man plante und errichtete auf den Feldern im Osten Elsterwerdas das Gewerbegebiet-Ost. Die Molkerei der späteren Campina-Werke war dort einer der ersten ansässigen Betriebe. Das Gewerbegebiet-Ost ist inzwischen zu fast 100 Prozent ausgelastet.

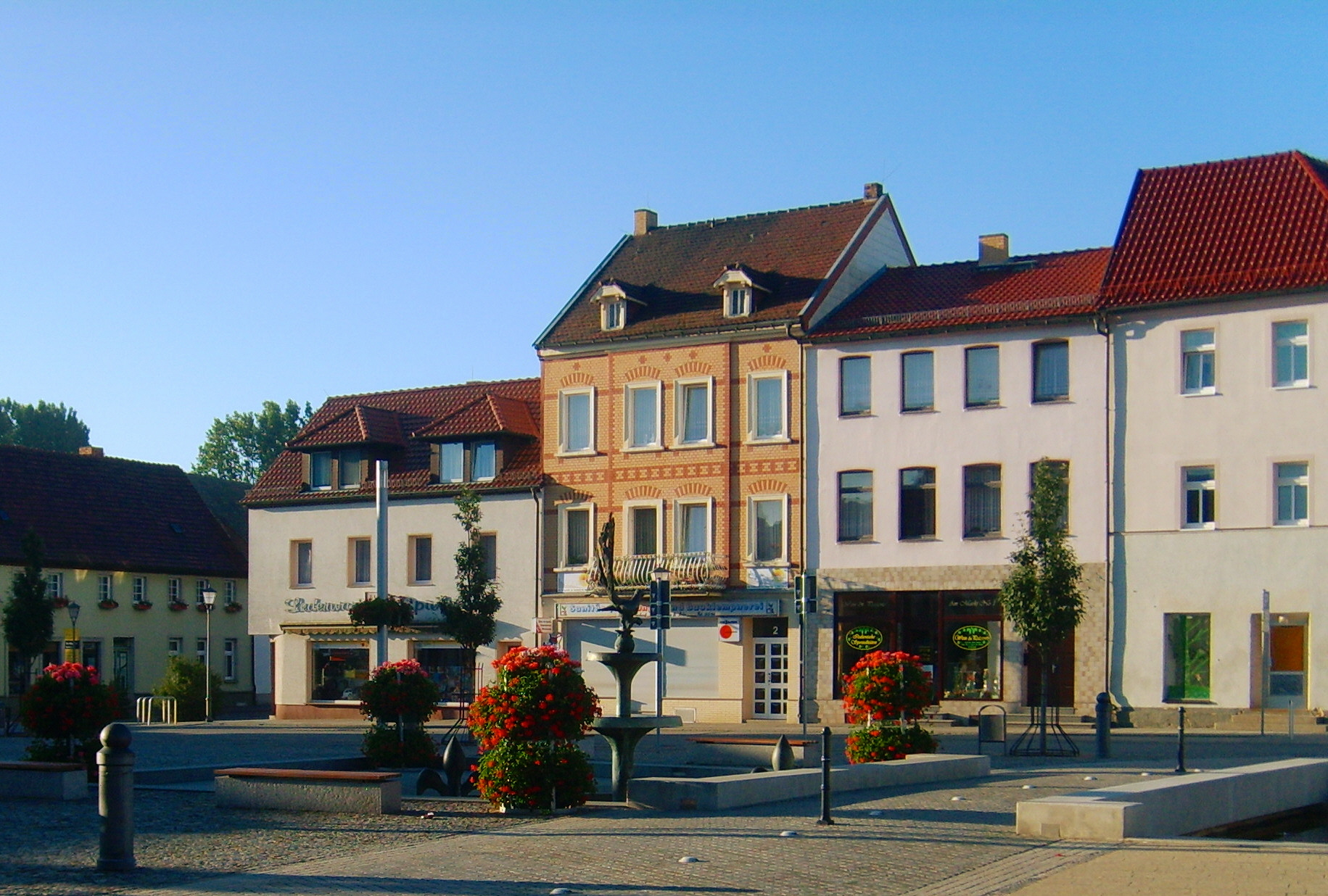
Umgestalteter Marktplatz

In den 1990er Jahren gab es in Elsterwerda eine Reihe von Großbränden. Am 6. April 1995 kam es zu einem Brand des gerade renovierten Rathauses, wobei das Gebäude durch das Feuer und die Löscharbeiten erheblichen Schaden erlitt. Im September 1997 folgte der Brand in der VÖWA, einem Betrieb im Gewerbegebiet West, der aus Recyclingmaterial Polyurethanplatten für die Auto-, Möbel- und Bauindustrie produzierte.
Am 20. November 1997 kam es zu einer Brandkatastrophe auf dem Elsterwerdaer Bahnhof. Bei den Löscharbeiten wurde der Stadtbrandmeister von einem durch die Explosion zum Einsturz gebrachten Wirtschaftsgebäude erschlagen, ein weiterer Feuerwehrmann verstarb später im Krankenhaus. Nur durch glückliche Umstände kam die Stadt bei der Katastrophe relativ glimpflich davon, denn der Lokschuppen des Bahnbetriebswerks, in dessen Richtung die größte Wucht der Explosionen ging, wirkte wie ein Schutzschild vor dem angrenzenden Wohngebiet in Elsterwerda-West.
Umfassende Baumaßnahmen zur Verschönerung des Marktplatzes begannen im Februar 2007. Dabei wurde der alte Elsterbrunnen am 19. April 2007 abgerissen. Der erste Bauabschnitt konnte im Dezember 2007 mit einem neugestalteten Elsterbrunnen übergeben werden. Die letzten Bauarbeiten waren 2016 abgeschlossen.
Zu einem weiteren Großbrand kam es in der Nacht vom 17. zum 18. Oktober 2021 im Gewerbegebiet West. Hier waren auf dem Betriebsgelände der Firma BOSIG, der Nachfolgefirma der VÖWA, auf einer Fläche von etwa 1000 Quadratmetern Baukunststoffe in einem Lager im Flammen aufgegangen, was einen Großeinsatz der Feuerwehr und hohen Sachschaden zur Folge hatte.

## Bevölkerung

### Bevölkerungsentwicklung
Um 1700 gab es in Elsterwerda 825 Einwohner. 1801 hatte der Ort 885 Bewohner, sogenannte Ackerbürger, deren Haupterwerb aus Ackerbau und Viehzucht bestand. Die Einwohnerzahl der Stadt Elsterwerda stieg bis zum Jahr 1818 auf 943 an. Nachdem 1875 der Eisenbahnknotenpunkt Elsterwerda entstanden war, siedelten sich auf Grund der günstigen Bahnverbindungen mehrere Industriebetriebe in Elsterwerda und Biehla an, was sich auch auf die Bevölkerungsentwicklung auswirkte. Seit den 1980er Jahren geht die Einwohnerzahl ständig zurück. Der kurzzeitige Anstieg 1995 ist auf die Eingemeindung von Kraupa im Jahr 1993 zurückzuführen.
| Jahr | Einwohner |
| ---- | --------- |
| 1875 | 01.793    |
| 1890 | 02.255    |
| 1910 | 04.224    |
| 1925 | 04.627    |
| 1933 | 04.673    |
| 1939 | 04.908    |

| Jahr | Einwohner |
| ---- | --------- |
| 1946 | 09.749    |
| 1950 | 10.235    |
| 1964 | 10.133    |
| 1971 | 10.399    |
| 1981 | 10.778    |
| 1985 | 10.726    |

| Jahr | Einwohner |
| ---- | --------- |
| 1990 | 10.278    |
| 1995 | 10.656    |
| 2000 | 10.234    |
| 2005 | 09.456    |
| 2010 | 08.694    |
| 2015 | 08.186    |

| Jahr | Einwohner |
| ---- | --------- |
| 2020 | 7.800     |
| 2021 | 7.805     |
| 2022 | 7.681     |
| 2023 | 7.736     |
| 2024 | 7.663     |

 Gebietsstand des jeweiligen Jahres, Einwohnerzahl: Stand 31. Dezember (ab 1990), ab 2011 auf Basis des Zensus 2011, ab 2022 auf Basis des Zensus 2022 

### Dialekt und sorbische Sprache
Der heutige Elsterwerdaer Dialekt ist Teil der nordosterländischen Mundart des alten sächsischen Sprachgebietes, das sich unter dem Einfluss der niederdeutschen Besiedlung Sachsens zwischen dem 11. und 13. Jahrhundert herausbildete und der thüringisch-obersächsischen Dialektgruppe zugeordnet wird.
Im späten 18. Jahrhundert bildete Elsterwerda den westlichsten Punkt des sorbischen Sprachgebietes. Von hier aus verlief die deutsch-sorbische Sprachgrenze entlang der Schwarzen Elster nach Osten und Richtung Finsterwalde nach Nordosten. In Elsterwerda überwog zu diesem Zeitpunkt seit längerem die deutsche Sprache, aber die Dörfer nordöstlich der Stadt waren noch sorbischsprachig.
Im Bereich der ehemaligen Herrschaft Elsterwerda wurde das (Nieder-)sorbische sogar noch bis gegen Ende des 19. Jahrhunderts gesprochen, wie Aufzeichnungen des niedersorbischen Sprachforschers Mjertyn Moń (1848–1905) aus dem Jahr 1885 belegen. Wenn dieser den Zug in Plessa verließ und eine Fußwanderung nach Kahla und Dreska unternahm, hatte er oft Gelegenheit, die sorbische Sprache zu verwenden. Diese Dörfer bildeten zu diesem Zeitpunkt allerdings bereits eine kleine Sprachinsel fast 30 Kilometer westlich des verbliebenen sorbischen Sprachgebietes. Als Jan Arnošt Smoler im Jahre 1843 nach gründlichen Feldstudien seine Karte des damaligen sorbischen Sprachgebietes publizierte, hatte er diese Sprachinsel übersehen, weil er so weit westlich keine sorbischsprachigen Dörfer mehr erwartet hatte. Auf seiner Karte bildete vielmehr Schipkau (sorbisch heute: Šejkow, bei Smoler noch: Tśipkow), 22 km ostnordöstlich von Plessa, den westlichsten Punkt des damaligen sorbischen Sprachgebietes.
In und bei Elsterwerda hielt sich die sorbische Sprache noch zu einer Zeit, als die deutsche Ostsiedlung diese in benachbarten Regionen längst verdrängt hatte und obwohl beispielsweise schon 1424 ein Verbot der wendischen Sprache in Gerichtsverhandlungen in der Mark Meißen erlassen worden war. Grund dafür war, dass in den wenig fruchtbaren Wald- und Heidelandschaften östlich von Elsterwerda (Schraden) im Mittelalter keine intensive deutsche Siedlungstätigkeit stattgefunden hatte und auch die industriell-wirtschaftliche Erschließung des Gebietes erst im späten 19. Jahrhunderts einsetzte. Sorbisch wurde darum hier noch sehr lange verstanden, gesprochen und in den benachbarten Dörfern Kahla, Plessa und Dreska gelegentlich gepredigt.

## Politik
Die Stadtverordnetenversammlung von Elsterwerda besteht entsprechend der Einwohnerzahl der Stadt aus 18 Stadtverordneten und dem hauptamtlichen Bürgermeister als stimmberechtigtem Mitglied. Die Kommunalwahl am 9. Juni 2024 führte bei einer Wahlbeteiligung von 63,4 % (2019: 53,3 %) zu folgendem Ergebnis:
| Partei / Wählergruppe        | Stimmenanteil 2019 | Sitze 2019 |  | Stimmenanteil 2024 | Sitze 2024 |
| ---------------------------- | ------------------ | ---------- |  | ------------------ | ---------- |
| AfD                          | 21,5 %             | 4          |  | 27,8 %             | 4          |
| aktiv Elsterwerda            | –                  | –          |  | 25,4 %             | 5          |
| SPD                          | 14,5 %             | 3          |  | 14,3 %             | 3          |
| CDU                          | 36,4 %             | 6          |  | 14,1 %             | 3          |
| Bürger für Elsterwerda (BfE) | 06,7 %             | 1          |  | 08,0 %             | 1          |
| Die Linke                    | 13,7 %             | 2          |  | 06,7 %             | 1          |
| Einzelbewerber Thomas Gehre  | 03,5 %             | 1          |  | 01,6 %             | –          |
| Bündnis 90/Die Grünen        | 03,7 %             | 1          |  | 01,1 %             | –          |
| Einzelbewerber Marc Gürntke  | –                  | –          |  | 01,1 %             | –          |
| Insgesamt                    | 100 %              | 18         |  | 100 %              | 17         |

Bei der Wahl 2024 entfielen auf die AfD fünf Sitze, von denen einer unbesetzt bleibt, da die Partei nur vier Kandidaten aufgestellt hatte.
In Brandenburg hat jeder Wähler bei der Kommunalwahl drei Stimmen, die er auf die Bewerber eines Wahlvorschlages oder unterschiedlicher Wahlvorschläge verteilen kann.

### Bürgermeister
- 2002–2018: Dieter Herrchen (parteilos)[37]
- seit 2018: Anja Heinrich (CDU)

Heinrich wurde am 24. September 2017 mit 61,7 % der gültigen Stimmen gewählt. Herrchen war nicht mehr zur Wahl angetreten. Heinrich trat ihr Amt am 1. Februar 2018 an. Ihre Amtszeit beträgt acht Jahre.

### Stadtverwaltung
Die Stadtverwaltung hat ihren Sitz im Elsterwerdaer Rathaus. Dem Bürgermeister der Stadt ist der Erste Beigeordnete unterstellt. Diesem folgen die drei städtischen Ämter Öffentliche Sicherheit, Soziales und Wirtschaftsförderung, Hauptverwaltung und Finanzen und das Bauamt.
Das Standesamt bietet seit 2006 neben einer Trauung im Trauzimmer des Rathauses auch die Möglichkeit an, in der 1629 erbauten historischen Saathainer Fachwerkkirche zu heiraten.

### Wappen
Das Wappen wurde am 11. August 1994 genehmigt.
Blasonierung: „In Rot auf grünem Hügel eine linkshin schreitende natürliche Elster über der drei silberne umgürtete Lilien (2:1) schweben.“
Das Wappen stammt wahrscheinlich aus der ersten Hälfte des 14. Jahrhunderts. Es handelt sich um ein sogenanntes redendes Wappen, weil die Elster vom Namen abgeleitet in das Wappen eingefügt wurde. Die Lilien stammen aus dem Wappen der Familie von Köckeritz, die als Lehnsleute des Naumburger Bischofs die Grundherren von Elsterwerda von 1367 bis 1512 waren.
Die Elster und die drei Lilien findet man erstmals im Stadtbuch von 1711 belegt. Das damals verwendete Wappen wurde folgendermaßen beschrieben: Die Elster auf einem Ast stehend, zwischen zwei gekreuzten, beblätterten, in je drei Blüten endigenden Zweigen. Dieses Wappen wurde noch bis ins späte 19. Jahrhundert vom Magistrat zu Elsterwerda verwendet.
Ende des 18. Jahrhunderts wurde ein Wappen mit folgender Beschreibung verwendet: In Rot auf grünem Hügel eine linksgestellte Elster, die rechte Kralle ausgestreckt. Der Schild ist oben links und rechts belegt mit 1 und 1/2 Lilien.
Um 1900 erschienen zwei Lilien im Wappen, die über der Elster schwebten. Von 1984 bis 1994 gab es zwei verschiedene Wappenversionen. Eine Variante rot auf grünem Hügel eine Elster nach links schreitend, in natürlichen Farben, überhöht von zwei silbernen Lilien, bei der anderen war der Hintergrund des Schildes längs geteilt in den Farben der Stadt Elsterwerda weiß-rot.
Seit 1994 wird das jetzige Wappen offiziell verwendet.

### Städtepartnerschaften
Eine Städtepartnerschaft zwischen Elsterwerda und der Stadt Vreden in Nordrhein-Westfalen besteht seit dem 9. November 1990, eine weitere Partnerschaft unterhält Elsterwerda seit dem 23. Oktober 1999 mit der polnischen Stadt Nakło nad Notecią (deutsch Nakel).

## Kultur und Sehenswürdigkeiten

### Kulturelles Leben und regelmäßige Veranstaltungen

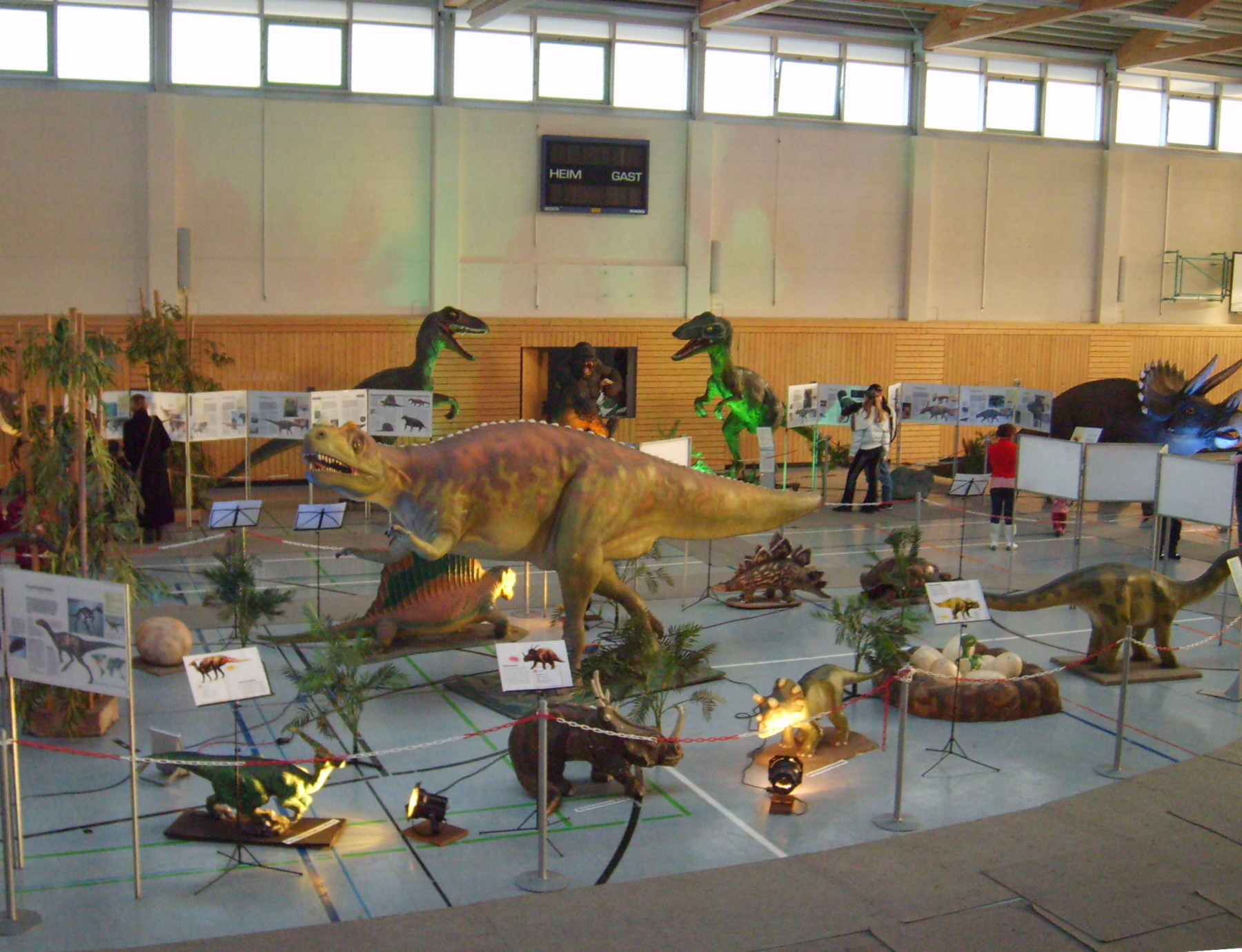
Ausstellung in der Elbe-Elster-Halle

Eine der größten Veranstaltungen in Elsterwerda ist das Frühlingsfest im Gewerbegebiet-Ost, das jährlich im April von der Werbegemeinschaft Industrie- und Gewerbegebiet e. V. Ost ausgerichtet wird und tausende Besucher aus der Stadt und deren Umgebung anzieht. Das Fest fand 2016 zum zwanzigsten Mal statt. Einheimische Firmen, die vorwiegend im Gewerbegebiet ansässig sind, nutzen das Wochenende, um sich der Öffentlichkeit zu präsentieren. Im Programm sind meist neben einem Vergnügungsmarkt ein Flohmarkt und andere von den Firmen organisierte Attraktionen. Ebenfalls viele Besucher zieht die in der Elsterwerdaer Innenstadt stattfindende Historische Einkaufsnacht an. Zu diesem Fest öffnen ansässige Händler ihre Geschäfte und Höfe für den Publikumsverkehr und treten in historischen Gewändern auf. Die alle zwei Jahre stattfindende AGREDA war eine Agrar-, Erzeuger- und Verbrauchermesse mit einer überregionalen Wirtschaftsschau Brandenburg-Sachsen. Aus ihr ist inzwischen das Erntedankfest der Lausitz hervorgegangen, das im Oktober 2018 zum ersten Mal stattfand. Von April bis November jeden Jahres findet monatlich auf dem Elsterwerdaer Markt der Grüne Markt und im Dezember der Weihnachtsmarkt statt.
Weitere kulturelle Veranstaltungen, wie Konzerte, Theateraufführungen und Ausstellungen, finden meist in der Elbe-Elster-Halle, im Stadthaus gegenüber dem Rathaus, in der Stadtkirche oder in der Halle des Tenniscenters am Holzhof statt.

### Tourismus
Im gemeinsamen Mittelzentrum mit Bad Liebenwerda erfüllt die Kurstadt die Funktion eines Kur-, Gesundheits-, Erholungs-, Wellness- und Tourismuszentrums mit den dort vorhandenen Einrichtungen wie den Fontana-Kliniken und der Lausitztherme Wonnemar.
Elsterwerda ist verkehrstechnisch durch die B 101 mit Busverbindungen und die Eisenbahnstrecke Ruhland-Falkenberg gut angebunden. Mehrere Radwege verbinden die Stadt mit den Sehenswürdigkeiten im Umland, dem Naturpark Niederlausitzer Heidelandschaft und dem angrenzenden Schradenland. So führt mit der 2007 eröffneten Tour Brandenburg auch der mit 1111 Kilometern längste Radfernweg Deutschlands durch die Stadt. Weitere Radrouten sind der Fürst-Pückler-Radweg, der 108 Kilometer lange Schwarze-Elster-Radweg und die 2007 eröffnete Route Kohle-Wind & Wasser, ein 250 Kilometer langer energiehistorischer Streifzug mit 14 Stationen durch das Elbe-Elster-Land. Mit dem Fahrrad kann man entlang des Elsterwerda-Grödel-Floßkanals in die südlich gelegene sächsische Stadt Gröditz fahren, wo das der Stadt Elsterwerda am nächsten gelegene Kino zu finden sind.
Außerdem bietet die Stadt Gästeführungen zu den örtlichen Sehenswürdigkeiten an.

### Bauwerke

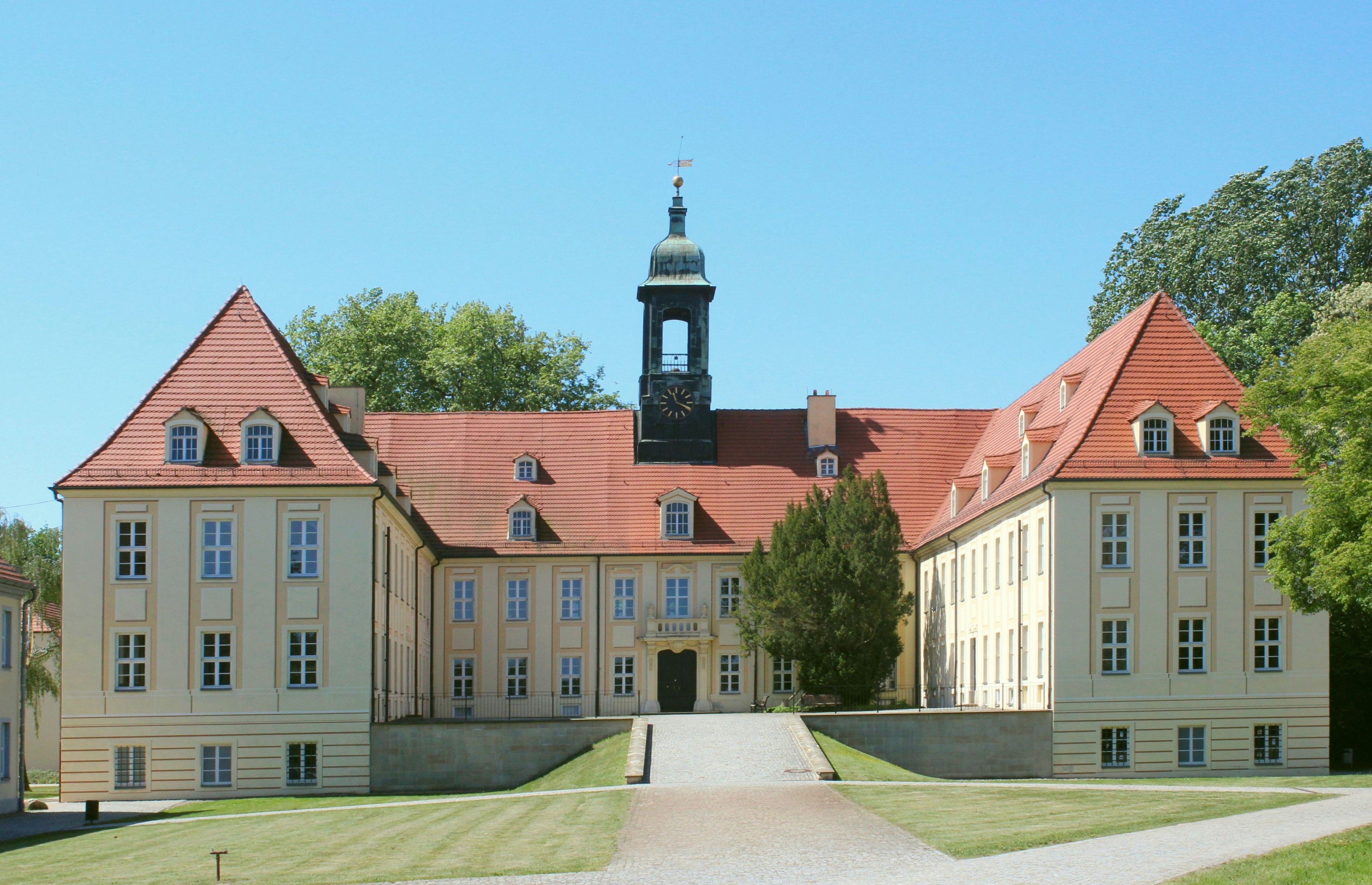
Elsterschloss

→ Siehe auch: Liste der Baudenkmale in Elsterwerda und Liste der Bodendenkmale in Elsterwerda
Das Schloss Elsterwerda entstand Anfang des 18. Jahrhunderts als Jagdschloss am Standort einer vermutlich im 13. Jahrhundert errichteten Burg. Freiherr Waldemar von Loewendahl ließ Umbauarbeiten an einer im 16. Jahrhundert erbauten vierflügeligen Schlossanlage vornehmen. August der Starke, der 1727 in den Besitz des Schlosses kam, veranlasste nach Plänen seines Hofbaumeisters Matthäus Daniel Pöppelmann weitere Umbauarbeiten und das Schloss erhielt seine gegenwärtige Gestalt. Ab 1858 diente das Schloss als Lehrerseminar, an dessen Stelle später andere schulische Einrichtungen traten.
In der evangelischen Kirche St. Katharina im Stadtzentrum befinden sich zwölf von Maltitzsche Bildnisgrabsteine, von denen neun aus dem 16. Jahrhundert und die übrigen aus dem 17. Jahrhundert stammen. Die Kirche dürfte in ihren Grundzügen ein Bauwerk aus dem 15. Jahrhundert sein. Die noch zu erkennenden Strebepfeiler deuten darauf hin, dass die Kirche ursprünglich überwölbt war. Im Dreißigjährigen Krieg stürzte das Gewölbe wahrscheinlich bei einem Brand ein und wurde später durch eine flache Decke ersetzt. Der quadratische Turm der Kirche erhielt 1718 ein oktogonales Glockengeschoss, Schweifhaube und Zwiebel. Aus der Mitte des 18. Jahrhunderts stammt der Kanzelaltar. Das achteckige Taufbecken mit gekreuztem Maßwerk wurde etwa in der Zeit von 1520 bis 1530 geschaffen und trägt am Schaft drei Lilien des alten Elsterwerdaer Adels-Geschlechtes von Köckeritz.
Der Dobrilugker Maurermeister Weigelt begann 1838 die Gottesackermauer zu bauen, kam aber seiner Pflicht nicht nach, so dass die Arbeiten neu ausgeschrieben werden mussten. Bis auf das Tor wurde die Mauer 1841 fertiggestellt. An den Turm wurden 1903 zwei Aufgänge zu den Emporen angebaut. Umfangreiche Rekonstruktionsmaßnahmen an der Kirche fanden 1973 und in den 1990er Jahren statt.
In der Heinrich-Heine-Straße befindet sich die kleine katholische Kirche Mater Dolorosa. Unter Pfarrer Ferdinand Schnettler wurde sie nach einem Entwurf des Liebenwerdaer Architekten Carl Jost von Zimmermeister Heinze jun. erbaut und am 28. September 1913 eingeweiht. Altar und Ambo bestehen aus Sandstein. Die Kirche ist mit einer Rühle-Orgel ausgestattet. Im Rahmen einer Sanierungsmaßnahme 2007 wurden im Kircheninneren Umbauten vorgenommen. Das Tonnengewölbe erhielt eine Profilholzverschalung und die Kirche wurde neu ausgemalt.
Eine weitere Kirche ist die 1961 geweihte evangelische Christuskirche auf dem Biehlaer Winterberg. In der Feldstraße ist unweit des Bahnhofs außerdem das Gebäude der ehemaligen neuapostolische Kirche zu finden, die sich inzwischen in Privatbesitz befindet und nicht mehr kirchlich genutzt wird.

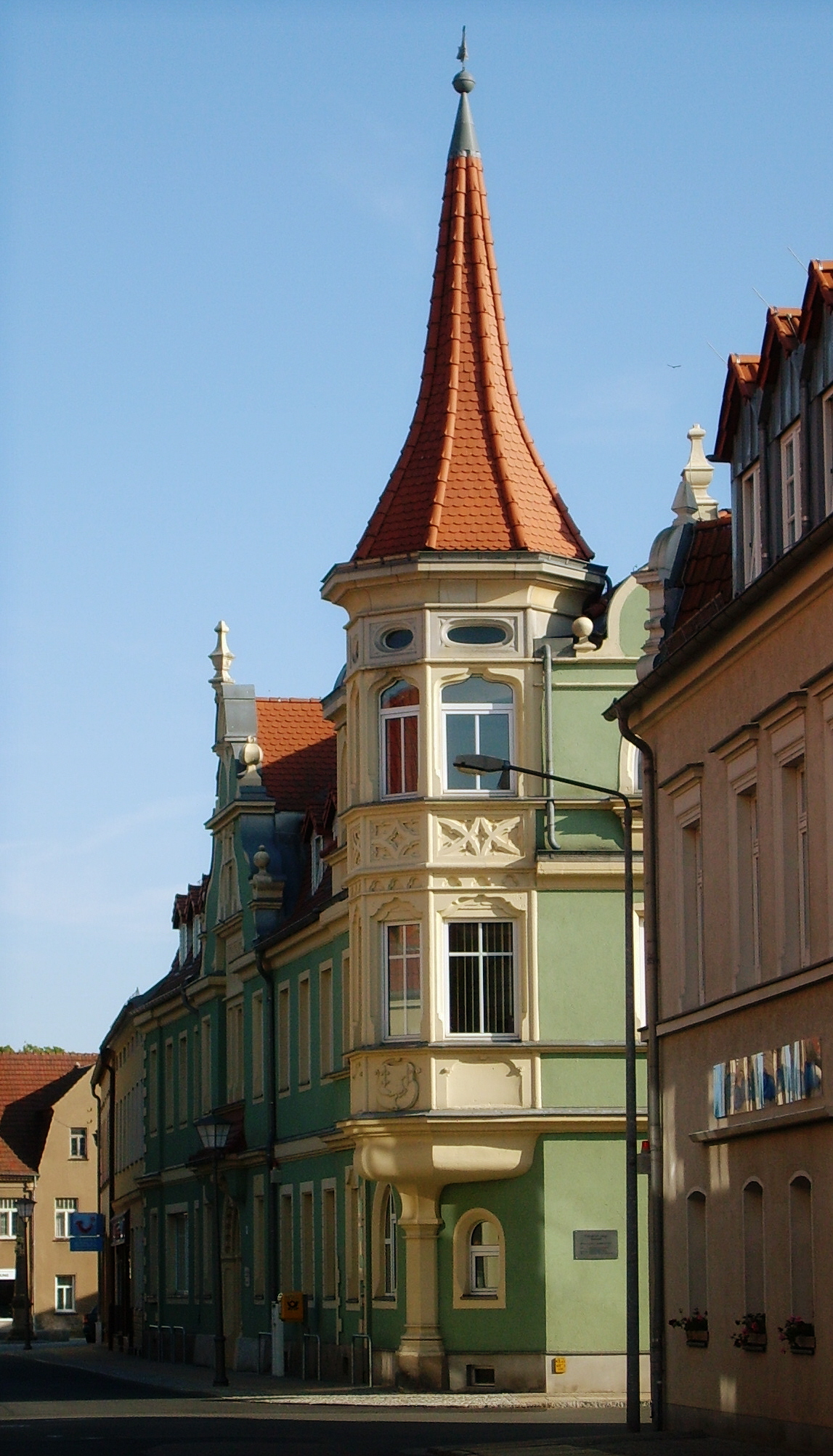
Rathaus

In unmittelbarer Nähe der Kirche St. Katharina befindet sich das Elsterwerdaer Rathaus. Der Rat der Stadt erwarb 1879 das Gebäude der Posthalterei für 26.400 Reichsmark vom Posthalter Mittag. Anschließend wurde es als Rathaus und Amtsgericht eingerichtet. Erste Umbaumaßnahmen nahm 1897 der Maurermeister Friedrich Jage vor. Seine heutige Gestalt erhielt das Gebäude bei umfangreichen Baumaßnahmen 1912, wobei drei weitere Türmchen aufgesetzt und zwei neue Eingänge eingebaut wurden. Der neugeschaffene Sitzungssaal wurde nach Plänen des Dresdner Kunstmalers Baranowsky ausgestattet. Im April 1995 wurden der Dachstuhl und die Innenräume durch Brandstiftung vollständig zerstört. Nach dem Wiederaufbau des Gebäudes konnte das Haus im August 1996 wieder seiner Bestimmung übergeben werden.
Elsterwerda erhielt als eine der letzten Städte im Kurfürstentum Sachsen 1738 eine Kursächsische Postmeilensäule, deren Inschriften nach 1815 zum Teil mit preußischen Meilenangaben ergänzt wurden. Ursprünglich befand sich diese am nördlichen Ende der früheren Landstraße und heutigen Hauptstraße am einstigen Luckischen Tor. Bürgermeister Wilde ließ die Postmeilensäule, die abgetragen in der Wallstraße herumlag, während seiner Amtszeit restaurieren und am heutigen Standort, einem kleinen Platz in der Nähe der evangelischen Kirche, aufstellen. Die Umgebung der Säule wurde zu einem Schmuckplatz umgestaltet. Das Originalwappen der Säule befindet sich heute im Rathaus.
Eines der ältesten Gebäude der Stadt war der Rautenkranz. Es war einst das vornehmste Gasthaus der Stadt. Bereits im Elsterwerdaer Stadtbuch von 1711 wurde das Gebäude als Feuerstätte Nr. 7 erwähnt. Allerdings kann nicht mehr festgestellt werden, wann es erbaut wurde. Nachdem Ende des 16. Jahrhunderts der Postlinienverkehr durch Elsterwerda eingerichtet worden war, wurden hier und in der benachbarten Posthalterei die Pferde aus- und umgespannt. Das Gebäude kam 1945 in den Besitz der Stadt. Nach der Rückführung an den Alteigentümer 1995 wurde der Rautenkranz nach mehrmaligen Besitzerwechseln ab 1998 zum großen Teil abgerissen. Lediglich ein Raum mit historischem Kreuzgewölbe blieb beim anschließenden Wiederaufbau erhalten.

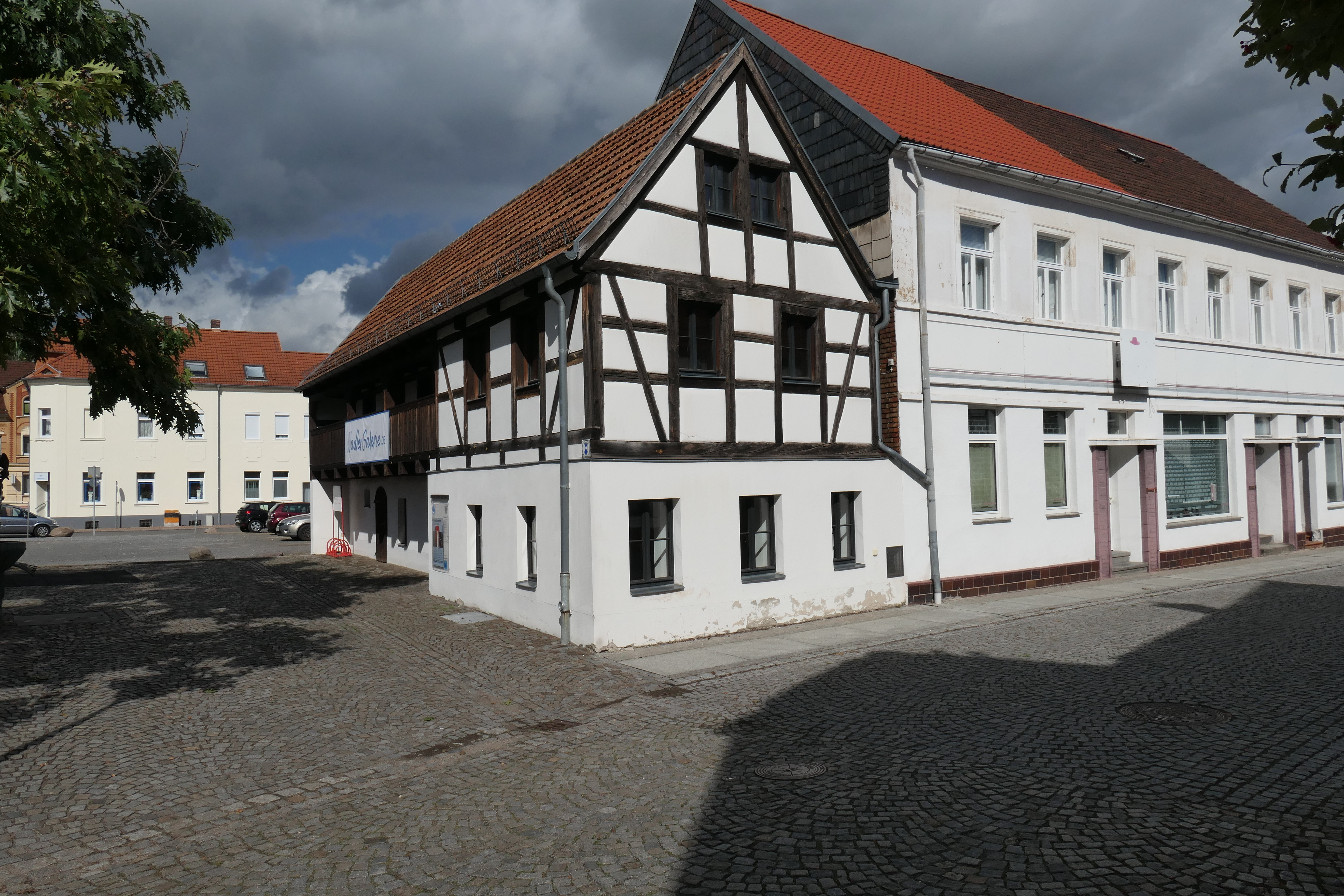
Kleine Galerie „Hans Nadler“

Das historische Laubenganghaus der Kleinen Galerie „Hans Nadler“ wurde 1720/25 am nördlichen Teilstück der Hauptstraße als typisches Ackerbürgerhaus erbaut und zählt zu den wenigen erhalten gebliebenen Fachwerkhäusern dieser Bauart in der Region. Hier finden Ausstellungen regionaler Künstler und andere kulturelle Veranstaltungen statt. Eine ständige Ausstellung im Obergeschoss des Hauses würdigt das Schaffen des am 14. Januar 1879 in Elsterwerda geborenen Malers Hans Nadler und hebt seine enge Beziehung zur Stadt Elsterwerda hervor. Vor dem Gebäude befindet sich seit 1980 der durch den einheimischen Künstler Hans Eickworth geschaffene Eulenspiegelbrunnen.
In der Elsterstraße befindet sich das Gebäude des ehemaligen Kaiserlichen Postamtes. Der Liebenwerdaer Königliche Kommissionsrat und Bauunternehmer C. Weiland ließ es 1904 vom Elsterwerdaer Maurermeister Friedrich Jage nach seinen eigenen Plänen bauen. Das Postamt wurde 1999 geschlossen und in der Packhofstraße eine Postagentur eingerichtet. Gegenwärtig dient das Gebäude als Schulungszentrum zur Aus- und Weiterbildung von Fachkräften des Hotel- und Gaststättengewerbes.
Eine weithin sichtbare Landmarke ist der Wasserturm in der Weststraße. Dieser wurde von 1905 bis 1906 an der heutigen Weststraße erbaut. Der Wasserturm wurde 1948 außer Betrieb gesetzt und sollte, nachdem auch die Bahn keine Verwendung für das Bauwerk hatte, in den 1980er Jahren abgerissen werden. Da sich Denkmalpfleger und der damalige Rat der Stadt für den Erhalt des technischen Denkmals einsetzten, wurde einer Sanierung zugestimmt und das Turmdach 1989 umfassend erneuert.
Die ursprünglich 1804 bei Dobrilugk errichtete Bockwindmühle von Elsterwerda hat eine bewegte Geschichte. Heimatfreunde aus Elsterwerda und Umgebung trugen die Mühle, die zerfallen war, am alten Standort in der Nähe des Elsterwerdaer Bahnhofs ab und bauten das technische Denkmal auf einem Gelände neben dem Gewerbegebiet-Ost nach einer Restaurierung wieder neu auf. Eine Feldscheune neben der Mühle wurde zu einem kleinen Bauernmuseum ausgebaut und beherbergt historische landwirtschaftliche Geräte. In unmittelbarer Nähe eröffnete am 6. April 2007 der 30.000 m² große Erlebnis-Miniaturenpark und bietet neben maßstabsgetreuen Miniaturen von Sehenswürdigkeiten der Region ein Rosarium mit etwa 500 verschiedenen Rosensorten, eine 400 m² große LGB-Gartenbahnanlage, eine 680 m lange Parkeisenbahn Spur 7 1/4 Zoll, einen Mini-Lausitzring mit einer 170 m langen Rennstrecke für Modellautos, Abenteuerritterburg und vieles mehr.

### Historische Plätze

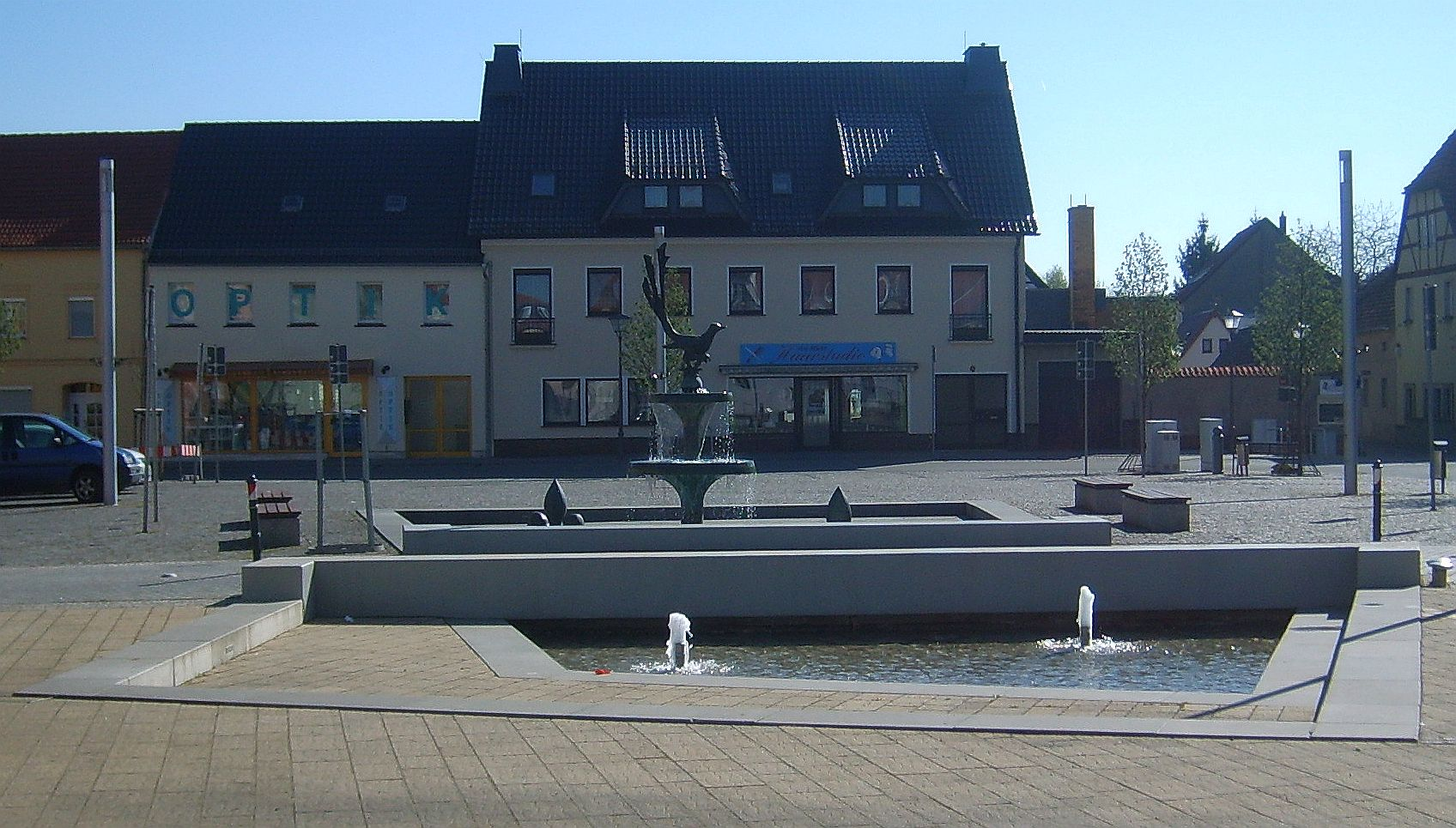
Umgestalteter Elsterbrunnen, 2015

Der Elsterwerdaer Marktplatz befindet sich unmittelbar im Stadtzentrum und war von jeher Mittelpunkt des öffentlichen Lebens der Stadt. Um 1413 wurde erstmals ein Brunnen auf dem Markt erwähnt. Bis 1621 befand sich am Markt auch das Rathaus der Stadt, welches aber nach einem Stadtbrand nicht wieder aufgebaut wurde. Nach dem Zweiten Weltkrieg fiel ein angrenzendes Geschäftsviertel einem Großbrand zum Opfer. Während auf dem Trümmergrundstück des ebenfalls zerstörten Cafés Vaterland später ein Friseursalon entstand, wurde das Trümmerfeld des Geschäftsviertels in den Jahren 1952/53 unter Beteiligung der Bevölkerung beseitigt. Der Wunsch der ehemaligen Eigentümer, die Gebäude wieder aufzubauen, wurde von der Stadtverwaltung nicht genehmigt und es entstand 1967 im Zuge einer Umgestaltung des gesamten Marktbereiches eine Grünfläche mit Ziersträuchern. Später wurde dort der vom Elsterwerdaer Künstler Hans Eickworth gestaltete Elsterbrunnen errichtet. Der Bürgermeister-Wilde-Brunnen aus dem Jahr 1905 in der Mitte des Marktes wurde im Zuge der Bauarbeiten abgebaut. Zwischen den Jahren 2007 und 2015 wurde der gesamte Marktplatz in vier Bauabschnitten umgestaltet; der im westlichen Bereich errichtete Elsterbrunnen wurde abgerissen. Seit November 2007 besitzt der Markt einen neuen Springbrunnen, in dem die Figuren des alten Brunnens integriert wurden. Die Rasenfläche wurde im Zuge des ersten Bauabschnittes entfernt und mit Betonplatten ausgelegt. Mit der Freigabe der Südspitze im November 2015 sind die Umgestaltungsmaßnahmen größtenteils abgeschlossen.

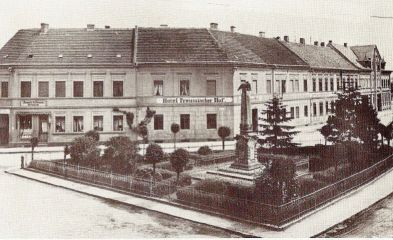
Denkmalsplatz um die Jahrhundertwende

Der Denkmalsplatz befindet sich am nördlichen Ende der Hauptstraße. Der einstige Scheunenplatz war im ausgehenden 19. Jahrhundert Ausgangspunkt der Erweiterung des Stadtgebietes nach Norden. An Stelle der Scheunen der Elsterwerdaer Ackerbürger entstanden Wohn- und Geschäftshäuser. Nach den deutsch-französischen Kriegen wurde hier eine 3,5 m hohe Säule zum Gedenken der Gefallenen aus Elsterwerda und Krauschütz aufgestellt. Nachdem ein Sturm am 24. Januar 1884 das Denkmal zerstört hatte, wurde mit Hilfe von Spenden am 7. September 1890 ein neues Denkmal aufgestellt. Nach dem Ende des Zweiten Weltkrieges wurde dieses auf den Stadtfriedhof umgesetzt und das aus Klinkern gemauerte VVN-Denkmal mit einer Schale errichtet. Der Platz wurde in Karl-Marx-Platz umbenannt. Die Schale wurde 1983 entfernt und eine Karl-Marx-Büste auf den Sockel gesetzt. Die Büste wurde 1994 entfernt und, nachdem man sie einige Jahre im städtischen Bauhof eingelagert hatte, am 1. Oktober 1997 im Stadtpark wieder aufgestellt.
Der einstige Postplatz befand sich bis 1995 in unmittelbarer Nachbarschaft des ehemaligen Kaiserlichen Postamts. Während er Ende des 19. Jahrhunderts vor allem als Holzlagerplatz diente und deshalb auch die Bezeichnung  Zimmerplatz trug, wurde er später als Festplatz und Parkplatz genutzt. Ab 1995 wurde er mit Wohn- und Geschäftshäusern bebaut und es entstand das Gebäude der Sparkasse Elbe-Elster, welche vorher ihren Sitz in der Berliner Straße hatte.

### Parks

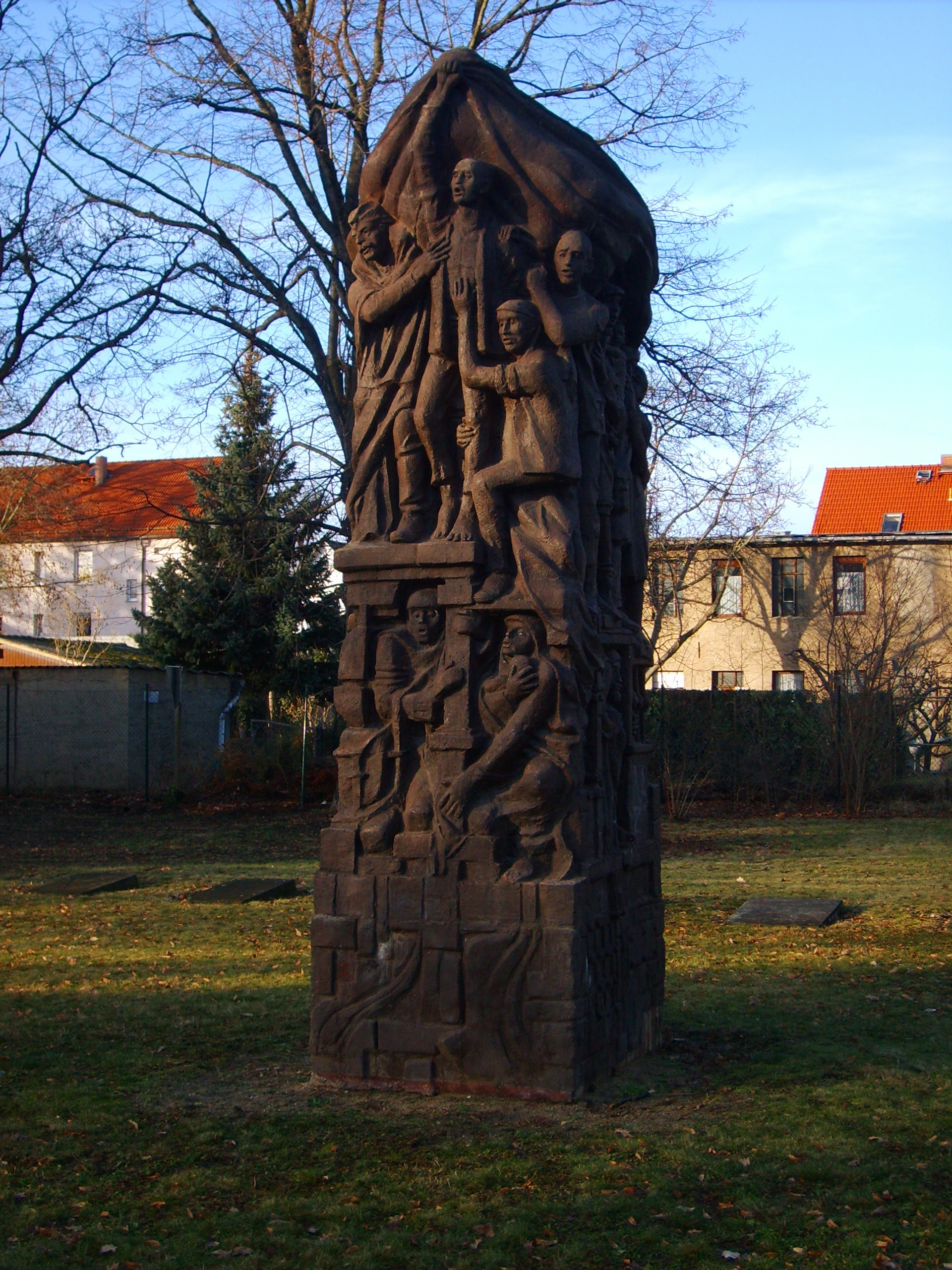
Skulptur von Hans Eickworth im Stadtpark

Elsterwerda besitzt drei städtische Parkanlagen. Der Stadtpark befindet sich auf dem Gelände des ehemaligen Stadtfriedhofs an der Berliner Straße. Die letzte Beisetzung fand hier 1961 statt und 1982 wurde der Friedhof zur Kreisgedenkstätte für die Opfer des Faschismus umgestaltet. Im hinteren Teil der Anlage befindet sich ein 4 m hoher Block des Elsterwerdaer Künstlers Hans Eickworth mit Halbreliefplatten zu den Themen: Der Leidensweg der Antifaschisten und ihre Befreiung durch Sowjetsoldaten, Jugend und Mutter – das Wiedersehen nach der Befreiung, Das jüdische Mädchen Anne Frank, sowie Weiterleben und Hoffnung in die Zukunft. Im August 1997 wurde der Park zur öffentlichen Nutzung freigegeben. Auf dem Gelände befinden sich das Kriegerdenkmal, welches sich von 1890 bis zum Ende des Zweiten Weltkrieges auf dem Denkmalsplatz befand, das Karl-Marx-Denkmal, welches ihm später folgte und seit 1997 im Stadtpark ist, sowie die Gräber des 1958 verstorbenen Malers Hans Nadler und des verdienstvollen Bürgermeisters Wilde, welcher 1919 verstorben ist.
Der Schlosspark beginnt etwa 80 m hinter dem Elsterschloss und ist durch einen Dammweg über eine Niederung mit dem Schlossgelände verbunden. Er bildet mit dem sich anschließenden Krauschützer Park, auch Park II genannt, ein etwa ein Kilometer langes zusammenhängendes Band. Beide wurden von unterschiedlichen Stilepochen geprägt und besitzen gegenwärtig einen eher waldartigen Charakter. Der Schlosspark hat seinen Ursprung im einstigen Barockgarten, welchen Maria Josepha von Österreich um 1730 durch Karl Siegmund Emmerich anlegen ließ. An beiden Seiten einer Lindenallee wurden streng geometrisch geformte Heckenquartiere angelegt, welche als Gesellschaftsräume im Freien gedacht waren, aber in der Gegenwart kaum noch zu erkennen sind. An ihrer Stelle befinden sich im 19. Jahrhundert gepflanzte Rotbuchen. Unmittelbar vor der Pulsnitzbrücke befinden sich an der Dresdner Straße Reste von Englischen Partien, welche hier offenbar im Übergangsstadium zum Landschaftspark um 1800 entstanden sind.
Linksseitig der Dresdner Straße befindet sich entlang der Pulsnitz der Krauschützer Park, welcher um 1880 als landschaftliche Anlage entstand. Die Arbeiten wurden durch einen von Postverwalter Gründler angeregten Verschönerungsverein durchgeführt. Es wurden Ruheplätze und großzügig geführte Parkwege in einem bis dahin fast unbegehbaren Wäldchen geschaffen.

### Denkmäler

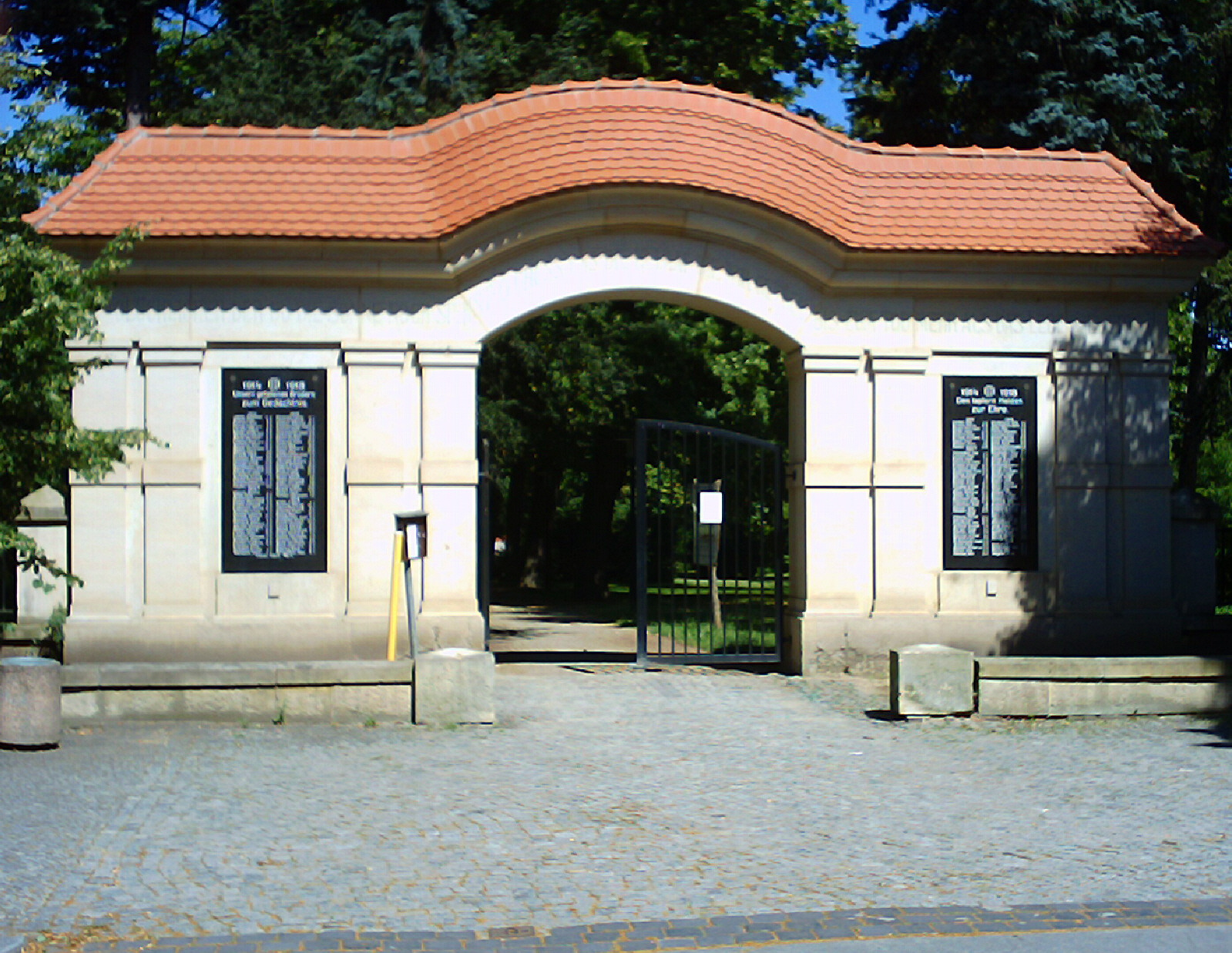
Heldentor

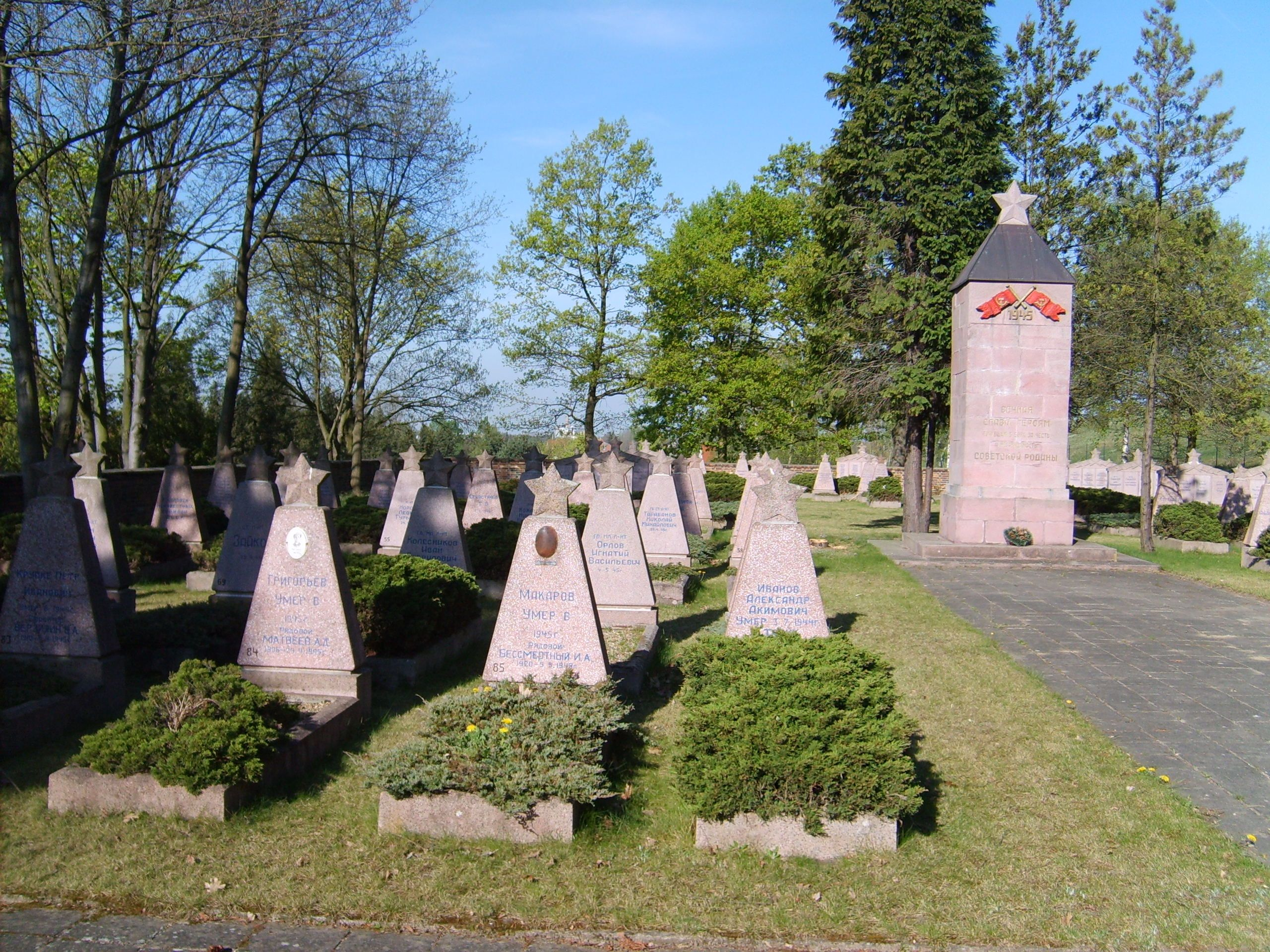
Sowjetischer Ehrenfriedhof

Am Eingang zum Stadtpark befindet sich das sogenannte Heldentor, welches wurde 1924 zu Ehren der im Ersten Weltkrieg gefallenen Elsterwerdaer Bürger errichtet wurde. Verschiedene Entwürfe für ein Denkmal lagen vor Baubeginn dem Denkmalsausschuss vor. Man entschloss sich schließlich für einen Entwurf des Elsterwerdaer Architekten Müller, der ein Schüler von Professor Hans Maler war. Die Elsterwerdaer Firma Erfurth & Jacob führte die Baumaßnahmen aus; die Bildhauerarbeiten stammen von der Bildhauerei Max Rentzsch. Der für das Denkmal verwendete Sandstein stammt wahrscheinlich aus der Sächsischen Schweiz. Am 23. November 1924 wurde das Heldentor unter zahlreicher Beteiligung der Bevölkerung feierlich eingeweiht. Es sprachen Superintendent Steiner und der katholische Pfarrer Husemann aus Elsterwerda. Die beiden Namenstafeln an den Seiten des Bauwerks waren zu DDR-Zeiten versteckt und somit vor der Zerstörung bewahrt worden. Erst nach 1989 konnten sie wieder an ihrem angestammten Platz angebracht werden.
Der Sowjetische Ehrenfriedhof befindet sich unmittelbar neben dem Elsterwerdaer Bergfriedhof und wurde in den Jahren 1946 und 1947 angelegt. Hier sind 297 sowjetische Armeeangehörige sowie 159 sowjetische Kriegsgefangene aus dem Kriegsgefangenenlager Stalag IV B bei Mühlberg und dem gesamten Kreisgebiet des ehemaligen Kreises Liebenwerda begraben. Auf dem Friedhof befinden sich zwei Obelisken aus rotem Sandstein und Granit, die 1999 Kupferdächer bekamen. Im selben Jahr besserten Reservisten der Bundeswehr die Einfassungen auf der linken Seite und im Jahr 2001 aktive Bundeswehrsoldaten auf der rechten Seite der insgesamt 110 Grabstellen des Friedhofs aus.
Ein Sühnekreuz aus grauem Sandstein befindet sich etwas südlich der Stadt. Der in Elsterwerda auch als Franzosengrab geläufige Stein, wurde ursprünglich wohl als Sühne für einen Mord oder Totschlag aufgestellt. Nachdem er zwischenzeitlich in Linz bei Ortrand aufgestellt war, kam der Stein etwa 1950 wieder an seinen ursprünglichen Standort zurück, der zu einem kleinen Schmuckplatz umgestaltet wurde.

### Freizeit

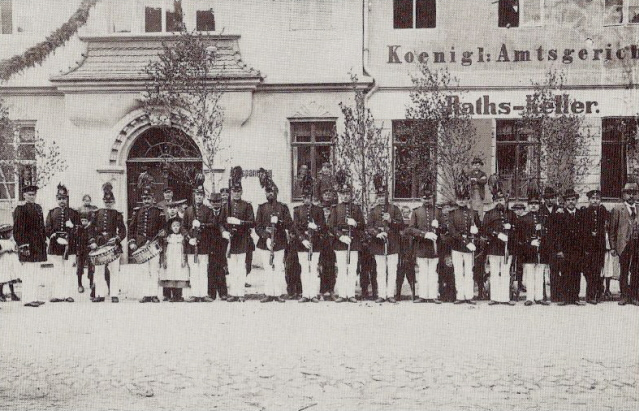
Elsterwerdaer Schützengilde um 1898

Derzeit (2008) sind in Elsterwerda ungefähr 90 Vereine aktiv. Darunter befinden sich 20 Sportvereine, zehn Kleingartenvereine und drei Jugendclubs mit mehreren tausend Mitgliedern. Darüber hinaus gibt es mehrere überregional tätige Vereine, wie den Deutschen Amateur-Radio-Club, die durch ihre Mitglieder bzw. Ortsverbände in der Stadt aktiv sind.
Vereine haben in Elsterwerda eine lange Tradition und prägten durch ihr Wirken die Stadt. Nachdem bereits 1880 ein ins Leben gerufener Verschönerungsverein den Krauschützer Park und den Holzhof umgestaltet hatte, gab es 1906 dreißig Vereine im Ort. Die Anzahl war 1926 auf 40 gestiegen. Darunter befanden sich der Eisenbahnverein, der Gastwirtsverein, der Gröditzer Arbeiterverein, der Hohenzollernverein, die Freitagsgesellschaft, der Metallarbeiterverband, die Bäckerinnung sowie die Germania und die Thalia als Theatervereine. Außerdem gab es in Elsterwerda mehrere Sportvereine.
In der Gegenwart sind es unter anderem die Elsterwerdaer Gewerbevereine, welche in der Stadt durch gut organisierte und besuchte Veranstaltungen auf sich aufmerksam machen. Die Mitglieder des Heimatvereins Elsterwerda und Umgebung e. V. machen in verschiedenen Medien und Projekten die Geschichte des Ortes bekannt. Sie sorgten zum Beispiel Anfang des neuen Jahrtausends für die Rettung und Restaurierung der letzten Bockwindmühle der Stadt. In Krauschütz organisiert der Heimat- und Zamperverein Krauschütz e. V. das jeden Sommer stattfindende Teichfest.

### Sport

#### Sportvereine

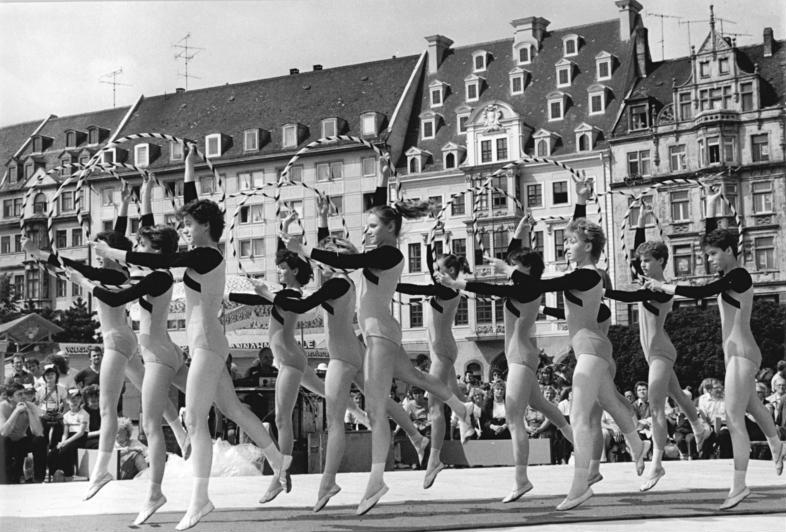
Elsterwerdaer Sportensemble 1987 in Leipzig

Derzeit (2008) sind in Elsterwerda ungefähr 20 Sportvereine aktiv. Einer der überregional bekanntesten Vereine der Stadt ist der 1953 gegründete TSC Sportensemble Elsterwerda. Das Sportensemble wurde 1953 von Rolf Hirschnitz als Sportwerbegruppe gegründet, was zunächst mit einer kleinen Turnriege zehn bis zwölfjähriger Mädchen begann. Bereits ein Jahr später errang die Gruppe ihren ersten Bezirksmeistertitel und wurde 1955 DDR-Meister. Zahlreiche Sportschauprogramme, deren Höhepunkte meist die Rhönrad-Darbietungen bilden, Fernsehauftritte und ein DEFA-Film mit dem Titel Reiseziel Erfurt machten diesen Verein vor allem in der DDR und nach der Wende deutschlandweit bekannt.
Ein weiterer großer Sportverein der Stadt ist der Elsterwerdaer SV 94 e. V. Mit seinen Sparten Volleyball, Handball, Faustball, Gymnastik und dem Spielmannszug. Während im Bereich Handball die 1. Männer-Mannschaft in der Landesliga/Süd spielt, befindet sich die 1. Frauen-Mannschaft in der Verbandsliga Süd. Die 1. Männer-Mannschaft der Sparte Volleyball ist derzeit in der Landesliga Süd zu finden. Sehr traditionsreich ist auch der Faustball. Seine Anfänge in Elsterwerda reichen bis in das Jahr 1910 zurück. Nach dem Aufstieg in die DDR-Oberliga, ist die Elsterwerdaer Mannschaft nie abgestiegen und spielte nach der Wiedervereinigung sofort in der 2. Bundesliga. Erst nach der Neueinteilung der Liga verließ der Verein diese freiwillig, da die Fahrstrecken zu den einzelnen Spielorten unzumutbar wurden. In den vergangenen sieben Jahren verbuchte der Verein sechs Landesmeister- und einen Vizemeister-Titel. In Elsterwerda findet jährlich das Max Meyer-Traditionsturnier im Faustball statt.
Außerdem gibt es in Elsterwerda unter anderem den 1909 gegründeten traditionsreichen Sportverein SV Preußen mit seinen Sparten Fußball, Kegeln, Volleyball und Gymnastik, den 2006 neugegründeten SV Elster 08 Elsterwerda (Fußball), sowie den ESV Lok Elsterwerda e. V. (Kegeln), dessen 1. Männer-Mannschaft sich in der 2. Bundesliga/Ost befindet.
Auch Kampfsport ist in Elsterwerda vertreten. Der 1992 gegründete Karateverein Bushido Lubwart Bad Liebenwerda e. V. ging aus dem ehemaligen Polizeisportverein hervor. Regelmäßig finden in Elsterwerda seither Karate-Lehrgänge mit internationalen Teilnehmern statt. Trotz der recht jungen Vereinsgeschichte konnten Mitglieder des Vereins bereits zahlreiche Meistertitel auf nationalen und internationalen Meisterschaften gewinnen. Die Förderung der ostasiatischen Kultur ist ein weiteres Betätigungsfeld des Vereins. Die Gastfamilienaufnahme von Schülern und Studenten (vornehmlich aus Japan, China und Taiwan) hat Tradition. Außerdem ist seit 1991 das Kuroi-Tora-Dojo mit seiner alten japanischen Kampfkunst Ninjutsu aktiv. Durch zahlreiche Präsentationen in und um Elsterwerda wurde der später gegründete Kuroi-Tora-Kampfsportverein e. V. zu einer festen Institution in Elsterwerda und im Landkreis Elbe-Elster.

#### Sportstätten

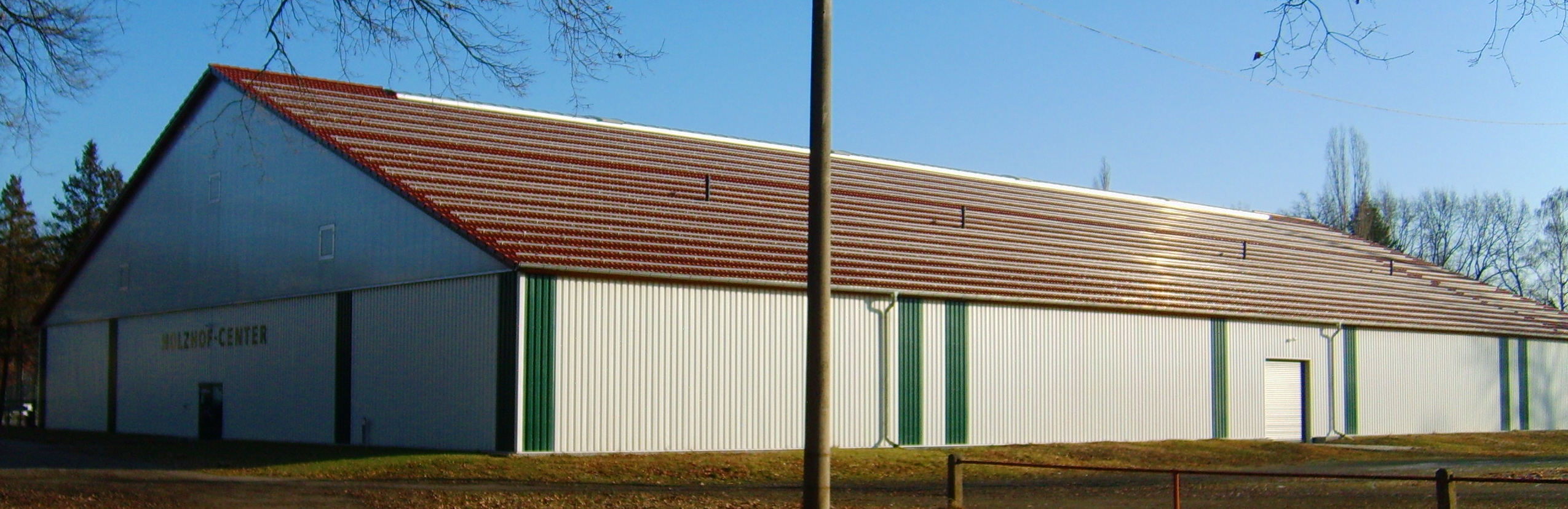
Tenniscenter am Holzhof

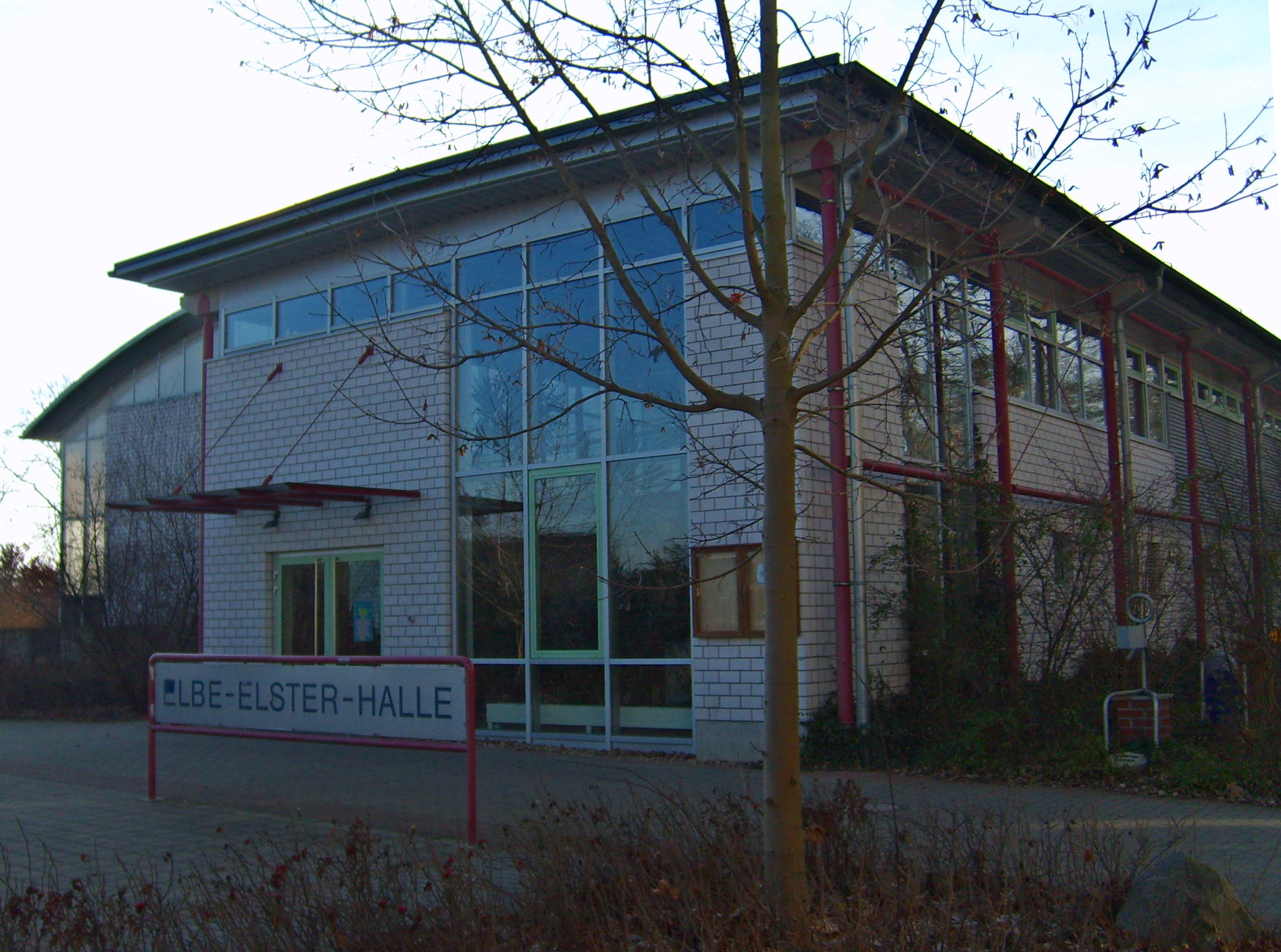
Elbe-Elster-Halle

Die traditionsreichste Sportstätte in Elsterwerda ist der Holzhof. Ursprünglich war dieses Gelände ein Umschlagplatz am Elsterwerda-Grödel-Floßkanal. Nachdem der Kanal durch die Einstellung der Holztransporte 1833 und dem 1875 erfolgten Bau der Eisenbahnstrecke Elsterwerda-Riesa kaum noch genutzt wurde, verlor auch der Holzhof an Bedeutung. Bereits 1864 wurde ein von der Königlichen Forstverwaltung genutztes Gebäude als Gaststätte verpachtet und das Gelände wurde zu einem beliebten Ausflugsziel. Nachdem später die Stadt den Holzhof gekauft hatte, nutzten die ansässigen Vereine das Gelände für ihre Festlichkeiten und Anfang der 1920er Jahre wurde an der Pulsnitz das erste öffentliche Freibad der Stadt eröffnet. Ab 1934 begann man mit der Errichtung von Sportanlagen und 1937 war die Anlage mit Sport- und Tennisplätzen, Aufmarschplatz und Festwiese, sowie einem Schießstand fertig gestellt. Durch den Zweiten Weltkrieg wurde im April 1945 die Holzhofgaststätte ein Opfer von Brandstiftung. Die entstandenen Schäden an der Anlage wurden nach dem Krieg allmählich beseitigt. Nach Um- und Ausbauten konnte 1977 eine den Anforderungen gerechte Gaststätte wieder eröffnet werden, die 1989 verkauft wurde. Durch weitere Um- und Erweiterungsbauten entstand das Hotel und Parkrestaurant Holzhof. Die Mängel am 1934 erbauten Schwimmbad waren 1997 so stark, dass man dessen Betrieb einstellen musste. Im Dezember 2003 wurde auf dem Areal eine Tennishalle eingeweiht und etwas später folgten weitere sieben Tennisplätze.
In Biehla befindet sich unmittelbar hinter dem Grundschulzentrum ein Mitte der 1960er Jahre geschaffener Sportplatz. Bevor dieser Platz entstanden war, nutzte man einen seit ungefähr 1920 bestehenden Sportplatz an der Haidaer Straße, wo von 1960 bis 1664 auch Fußballspiele der Bezirksliga ausgetragen wurden. Am Grundschulzentrum wurde 2008 ein DFB-Minifeld eingerichtet.
Weitere Sportstätten sind die Fußballplätze in Kotschka und Kraupa, die Elbe-Elster-Halle unmittelbar hinter dem Elsterschloss-Gymnasium sowie mehrere kleinere Sporthallen, wie die Sporthalle an der Oberschule in Elsterwerda-West mit dem Schulcircus-Zelt Robby. In der Frauenhorststraße befindet sich eine Kegelbahn, in welcher auch Wettkämpfe der Zweiten Bundesliga stattfinden.

## Wirtschaft und Infrastruktur

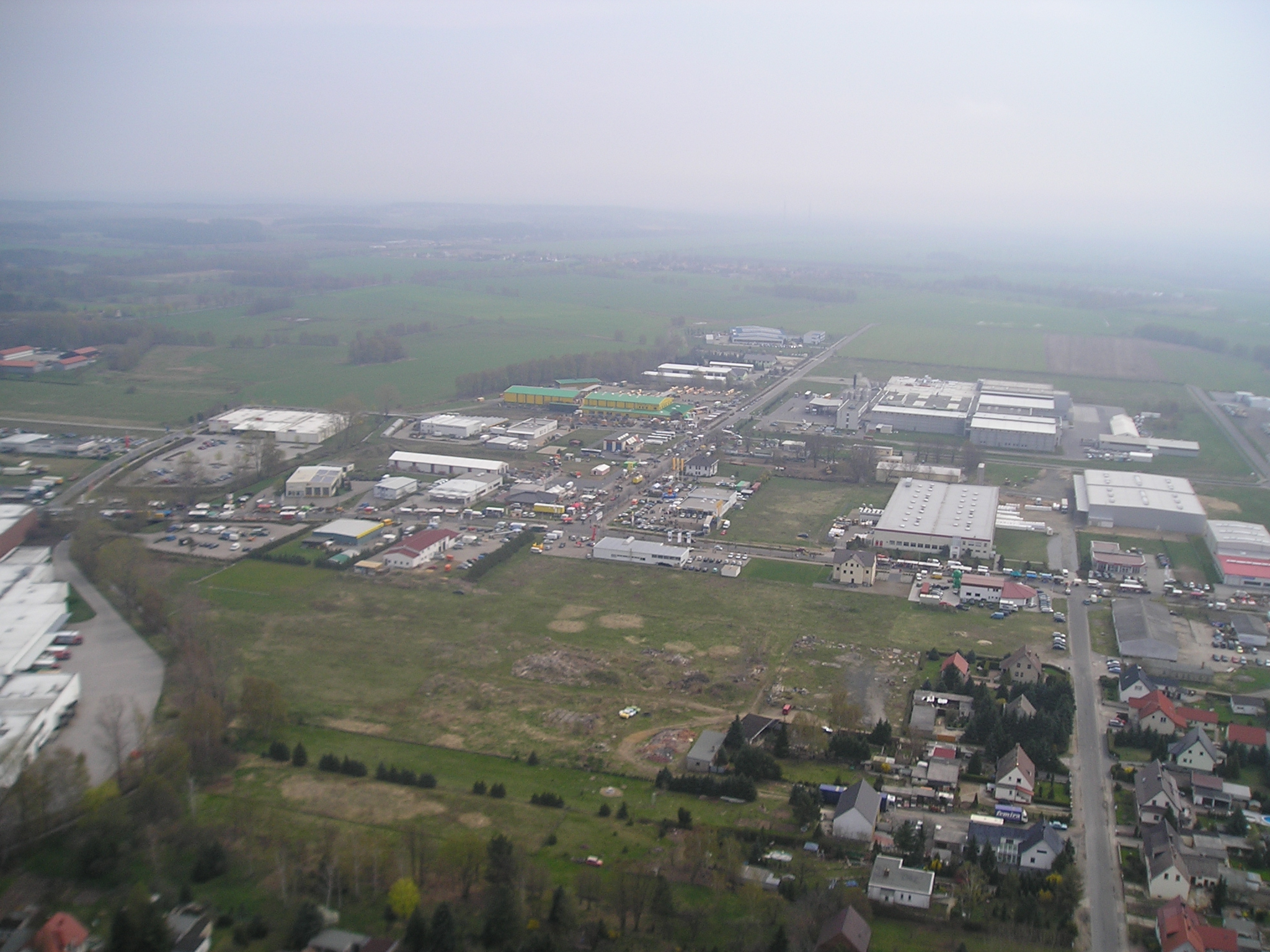
Gewerbegebiet-Ost zum Frühlingsfest

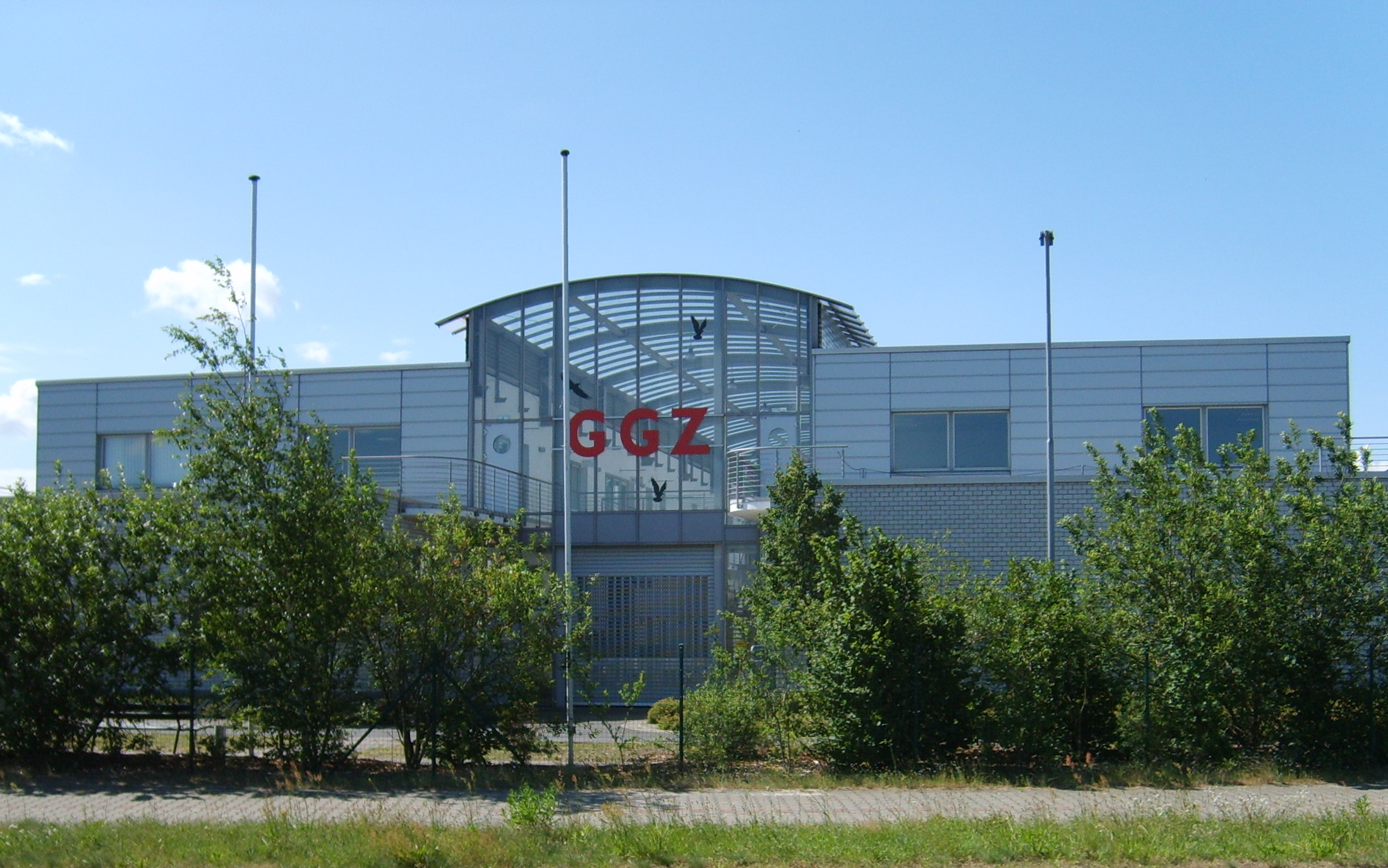
Gewerbe- und Gründerzentrum

Die Stadt erhielt den Unternehmerpreis 2005 in der Kategorie Kommune des Jahres des Ostdeutschen Sparkassen- und Giroverbandes.
Branchenschwerpunkte in Elsterwerda sind neben der Metallindustrie die Lebensmittel- und Kunststoffindustrie sowie die Energiebranche. Mit gegenwärtig 15 Unternehmen und etwa 700 Beschäftigten ist die Metallindustrie der größte Industriezweig der Stadt. Die Stadt verfügt über ein Gewerbe- und Gründerzentrum, das günstige Bedingungen zur Existenzgründung bietet. In den drei Gewerbegebieten der Stadt, Ost (152 Hektar), West (58 Hektar) und Nord (15 Hektar) haben sich neben Industriebetrieben weitere mittelständische Unternehmen aus Handel, Handwerk und dem Speditionsgewerbe angesiedelt.
Die Stadt Elsterwerda engagiert sich außerdem im Verein Wirtschaftsraum Schraden e. V., der im Jahr 2000 gegründet wurde. Ziel des Vereins ist die Förderung und Umsetzung verschiedener Projekte zur Entwicklung des an die Stadt angrenzenden Wirtschaftsraumes. Weitere Mitglieder des Vereins sind verschiedene Ämter, Gemeinden und Unternehmen aus der Region, wie Bad Liebenwerda, das Amt Schradenland und die Gemeinde Röderland.

### Mittelzentrum
Die Städte Bad Liebenwerda und Elsterwerda erfüllen seit dem Jahr 1995 die Aufgaben und Funktionen eines gemeinsamen Mittelzentrums.
Die Stadt Bad Liebenwerda wurde ein Kur-, Gesundheits-, Erholungs-, Wellness- und Tourismuszentrum durch die Schaffung und Erhaltung entsprechender Einrichtungen, wie die Fontana-Kliniken, die Lausitztherme Wonnemar und das EPIKUR-Zentrum für Gesundheit. Bad Liebenwerda wurde der Status einer Kurstadt verliehen.
Die Stadt Elsterwerda ist Wirtschafts- und Schulstandort durch zahlreiche Investitionen in die gewerbliche Infrastruktur und in die Schullandschaft. In den drei Gewerbegebieten (Ost, Nord und West) ist ein Belegungsgrad von 85 bis 95 % erreicht.
Beide Städte sind als zentrale Orte in den öffentlichen Personennahverkehr eingebunden. Dadurch ist es möglich, dass man innerhalb von 30 Minuten alle geforderten Einrichtungen des gemeinsamen Mittelzentrums erreichen kann. Es stehen umfangreiche medizinische Versorgungseinrichtungen der Grundversorgung wie zum Beispiel das Krankenhaus aber auch der erweiterten Versorgung im ambulanten, stationären und therapeutischen Bereich zur Verfügung.
Zur Fortführung der positiven Entwicklung und Zusammenarbeit wurde am 5. Januar 2006 durch die Vorsitzenden der Stadtverordnetenversammlungen und die Bürgermeister beider Städte ein Kooperationsvertrag der Städte Bad Liebenwerda und Elsterwerda als gemeinsames Mittelzentrum in Funktionsergänzung unterzeichnet.

### Wirtschaftliche Entwicklung

#### Landwirtschaft
| Ortsteil    | Betriebe | Landwirtschaftliche Nutzfläche |
| ----------- | -------- | ------------------------------ |
| Elsterwerda | 46       | 240 ha                         |
| Krauschütz  | 77       | 1400 ha                        |
| Biehla      | 41       | 235 ha                         |

Eine wichtige Erwerbsquelle für die Elsterwerdaer war von jeher die Landwirtschaft. Die umliegenden Böden wiesen aber nur eine geringe Fruchtbarkeit auf. Angebaut wurden nach der Elsterwerdensia 1727 unter anderem Roggen, Gerste, Hafer, Weizen, Heidekorn, Hanf, Hirse, Erbsen, Wicken und Lein. Wein wurde im nordöstlich der Stadt gelegenen Ortsteil Weinberge und in Biehla angebaut. Das Grünfutter für ihr Vieh konnten die Bürger der Stadt auf Kähnen aus dem Schraden holen und nahezu alle hatten das Recht, Wein auszuschenken und Bier zu brauen.
Nach der Eingemeindung von Biehla und Krauschütz 1940 bewirtschafteten die landwirtschaftlichen Betriebe der Stadt circa 2000 Hektar Acker- und Grünland und rund 270 Hektar Wald.
Auf dem Gebiet der späteren DDR wurde 1945 die Bodenreform durchgeführt. Ihr folgten weitere Reformen in der Landwirtschaft und bis zum Frühjahr 1960 gründeten sich die Landwirtschaftlichen Produktionsgenossenschaften (LPG) Erich Weinert (158 ha), Einheit (522 ha), Elsterland (218 ha), Heimatland (493 ha), Vorwärts (215 ha), Grüne Heide (40 ha) sowie die GPG Elsterrose mit 20 Hektar, die die landwirtschaftlichen Nutzflächen Elsterwerdas bis zur Wende bewirtschafteten und später aufgelöst wurden.

#### Gewerbe

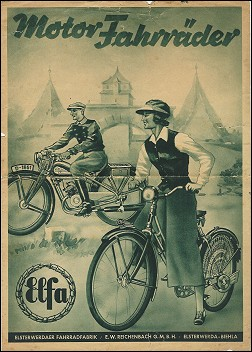
Elfa-Prospekt aus den 1920er Jahren

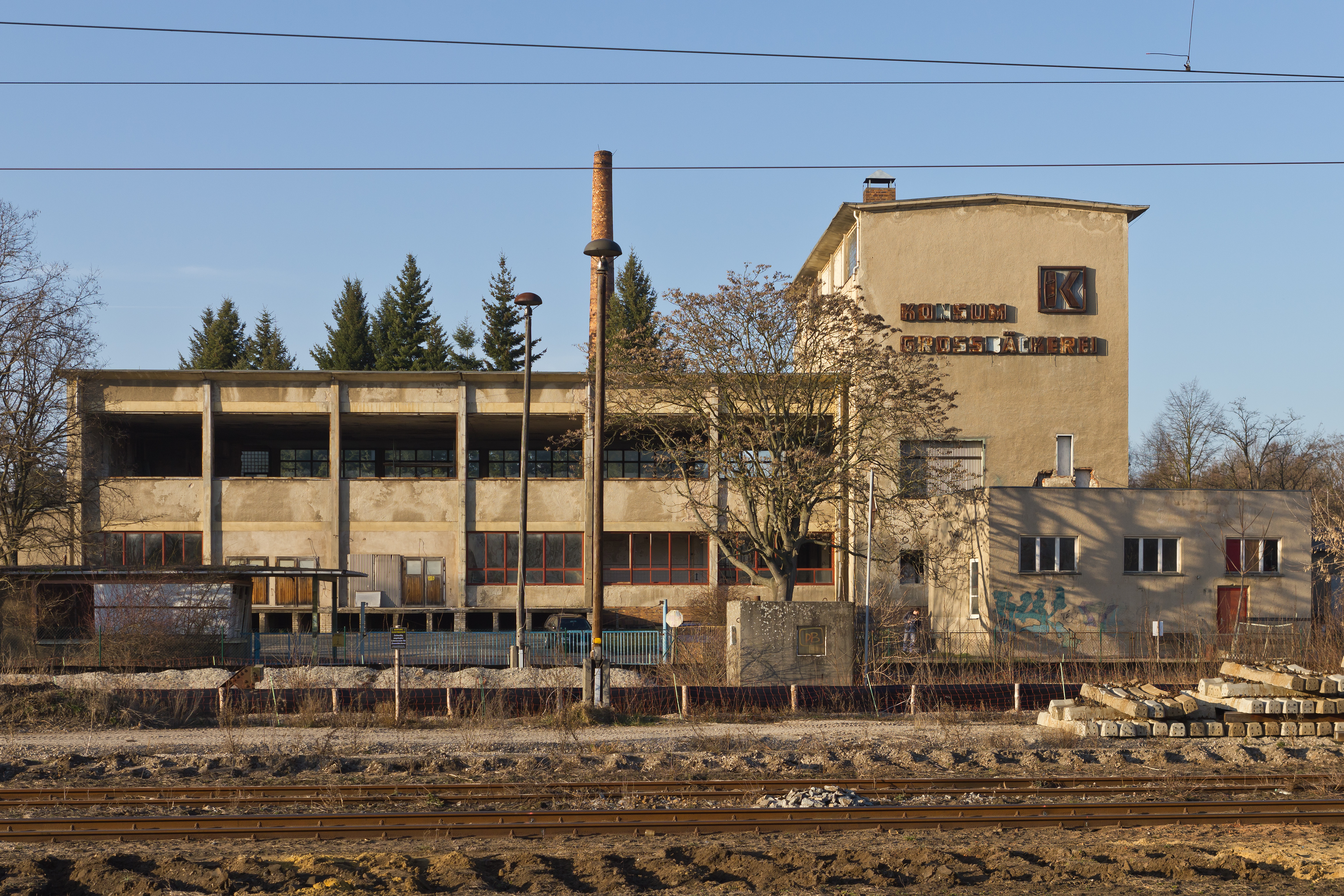
Einstige Konsum-Großbäckerei

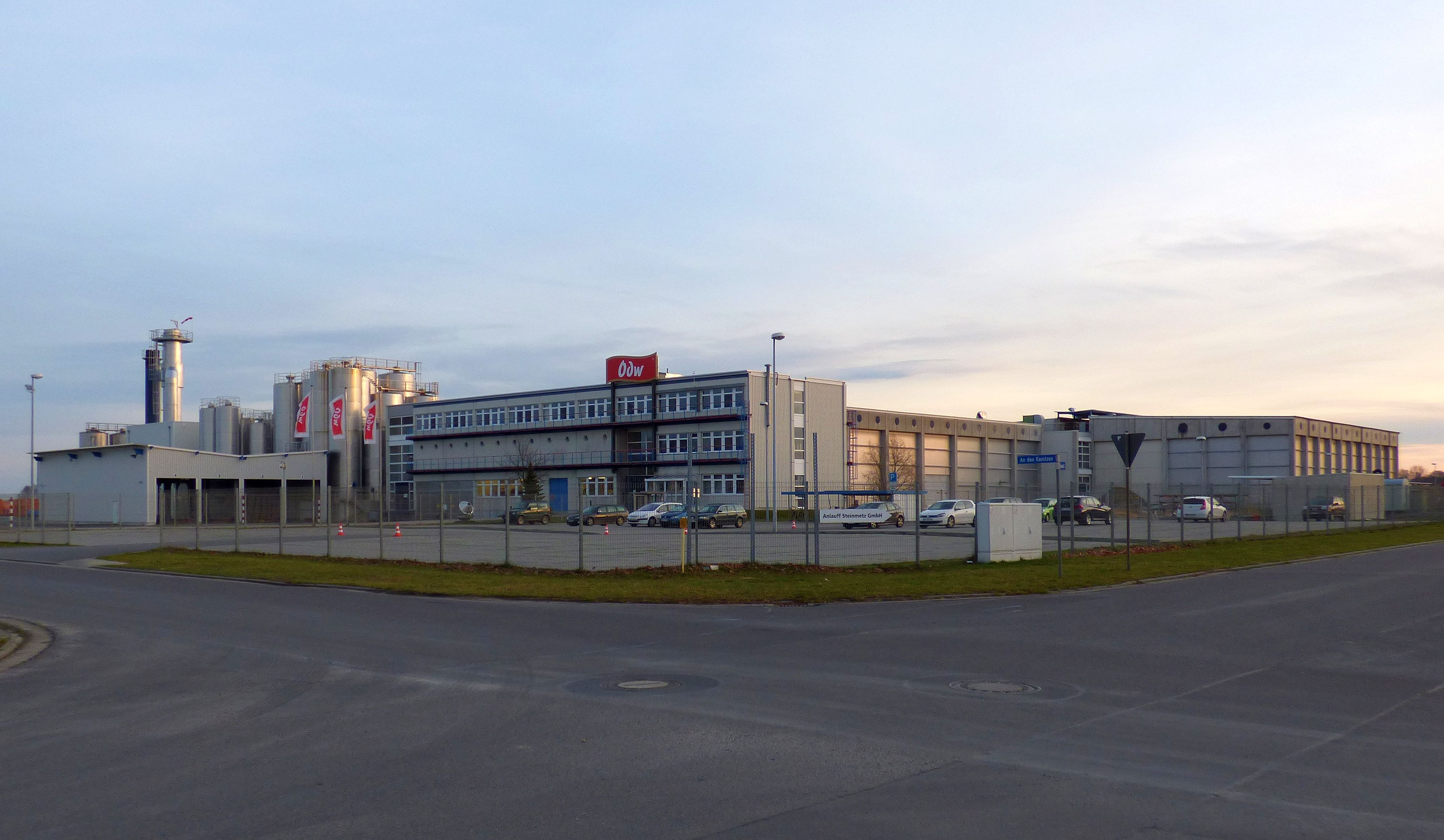
ODW-Milchwerk

Die Einrichtung des sächsischen Poststraßensystems und der Bau des Elsterwerda-Grödel-Floßkanals im 18. Jahrhundert brachten dem einstigen Ackerbürgerstädtchen einen ersten Aufschwung. Auch wenn Ackerbau und Viehzucht die Haupterwerbszweige der Einwohner blieben, erlangten die Schuhmacherei, die Schneiderei und die Grautöpferei einige Bedeutung. Durch den Bau der Eisenbahnstrecken Ende des 19. Jahrhunderts wurde Elsterwerda zum Verkehrsknotenpunkt und es entstanden zahlreiche kleinere und mittlere Industriebetriebe. Zu den wichtigsten Betrieben zählten 1913 die Baubeschlägefabriken O. Grieshammer mit 133 Beschäftigten, das etwa einhundert Beschäftigte zählende Lumpenverarbeitungswerk Barth & Sohn sowie die Elsterwerdaer Schraubenfabrik Carl Winter mit ebenfalls fast einhundert Arbeitern. Weitere wichtige Unternehmen waren damals das Eisenwerk Elsterwerda, das Dampfsägewerk Töppel & Freystadt und die Webstuhl- und Maschinenfabrik Gebrüder Heinrich. In Biehla gab es die Steingut AG mit 388 Beschäftigten, die Elfa mit 149 Beschäftigten, das Schraubenwerk Oskar Lorenz, die Phönicia-Werke, sowie die Elsterwerdaer Sandwerke Germania.
Nach dem Zweiten Weltkrieg wurde die Elsterwerdaer Fahrradfabrik (ELFA), die sich ab 1953 auf die Produktion von Anlagen zur Milchgewinnung, wie Stallmelkanlagen und Melkkarussels spezialisierte, zum größten Arbeitgeber der Stadt und des ehemaligen Kreisgebietes Bad Liebenwerda. Ein Meilenstein in dieser Zeit war die Entwicklung des ersten Melkkarussels und dessen Inbetriebnahme 1969. Am 1. Januar 1970 wurde die ELFA Leitbetrieb des VEB Kombinat Impulsa. Nachfolgeunternehmen der ELFA ist die 1990 durch die Treuhandanstalt gegründete IMPULSA AG.
Am 1. Juli 1965 nahm die Konsum-Großbäckerei am Biehlaer Lutzweg ihre Produktion auf. In den 1970er Jahren produzierte der Betrieb täglich 8.000 Brote, 70.000 Brötchen sowie 4 Tonnen Konditoreiwaren für sechs Kreise der Umgebung. Dieses Unternehmen, dessen Gebäude sich noch auf dem Gelände des heutigen Gewerbegebietes Nord befinden, ging kurz nach der Wende in Konkurs.
Eine mehr als einhundertjährige Geschichte hatte die Steingutfabrik in Elsterwerda-Biehla. Am 25. Januar 1900 wurde dieses Unternehmen gegründet und zu einem der größten Arbeitgeber der Stadt. Zu Beginn des Jahres 1945 waren 405 Personen beschäftigt und auch nachdem die Anlagen durch die sowjetische Besatzungsmacht bis zum März 1946 demontiert worden waren, entwickelte sich der Betrieb in der Folgezeit weiter. Seine in Elsterwerda produzierten Steinguterzeugnisse waren Exportware und wurden auf Ausstellungen im In- und Ausland mehrfach ausgezeichnet. Nach der Privatisierung des Betriebes 1994 durch die Treuhand begannen umfangreiche Modernisierungen der Anlagen. Nach mehrmaligen Besitzerwechseln wurden diese Anfang des neuen Jahrtausend endgültig demontiert; der Betrieb wurde stillgelegt.
Eines der wichtigsten Unternehmen der Stadt mit den meisten Arbeitsplätzen sind gegenwärtig die seit Dezember 2010 zur ODW Frischprodukte GmbH gehörenden Milchwerke. Diese entstanden 1990 als Milchwerke Elsterwerda GmbH. Die Milchwerke wurden 1995 zunächst von der Meierei-Zentrale Berlin (emzett) übernommen, die ihrerseits im Jahr 2000 Teil des Campina-Konzerns wurde. Es war eines der ersten Unternehmen, die nach der Wende im neu entstandenen Gewerbegebiet-Ost entstanden. Dort siedelte sich mit der GIZEH-Gruppe 2004 auch ein großer Arbeitgeber aus der Kunststoff- und Verpackungsindustrie an. Der Betrieb übernahm 2007 das Gelände der einstigen Steingut in Elsterwerda-Biehla und beschäftigt gegenwärtig ungefähr 140 Arbeitskräfte und Lehrlinge in Elsterwerda.
Direkt neben dem Biomasseheizkraftwerk im Gewerbegebiet-West betreibt das Unternehmen LDZ-Hofmann, das seinen Sitz im Gewerbegebiet-Ost hat, ein Bahnanschlussgleis mit Containerterminal, in dem derzeit auch Stahl umgeschlagen wird. Auf dem 25.000 Quadratmeter großen Gelände der ehemaligen Elsterwerdaer Schraubenfabrik in der Berliner Straße produziert seit 1992 das Ennepetaler Unternehmen August Vormann GmbH & Co. KG Scharniere, Baubeschläge und Holzverbinder. Es erwirtschaftete nach eigenen Angaben 2007 einen Umsatz von 30 Millionen Euro und beschäftigt in Elsterwerda 76 Arbeitskräfte. Weitere Elsterwerdaer Betriebe sind die Elsterwerkstätten & intawo GmbH, die vor allem behinderte Menschen beschäftigt, sowie die aus der 1958 gegründeten PGH Elstermode hervorgegangene Elstermode Produktions- und Vertriebs-GmbH, die unter anderem Lederjacken für Polizei, Ordnungsämter und Feuerwehren herstellt. Das im Gewerbegebiet-Ost sitzende Unternehmen ITEC Entwicklungs- und Vertriebsgesellschaft mbH hat sich auf Melktechnik und Wärmepumpen spezialisiert. Die P. Menzel Beton-Bausysteme KG hat ihren Sitz in der Elsterwerdaer Weststraße und fertigt in ihrem Großthiemiger Werk Betonfertigteile. Ihren Ursprung hat diese Firma in einem 1876 von Carl Menzel gegründeten Handwerksbetrieb, in dem zunächst Produkte aus Terrazzo und Beton hergestellt wurden.

#### Biomasse-Heizkraftwerk

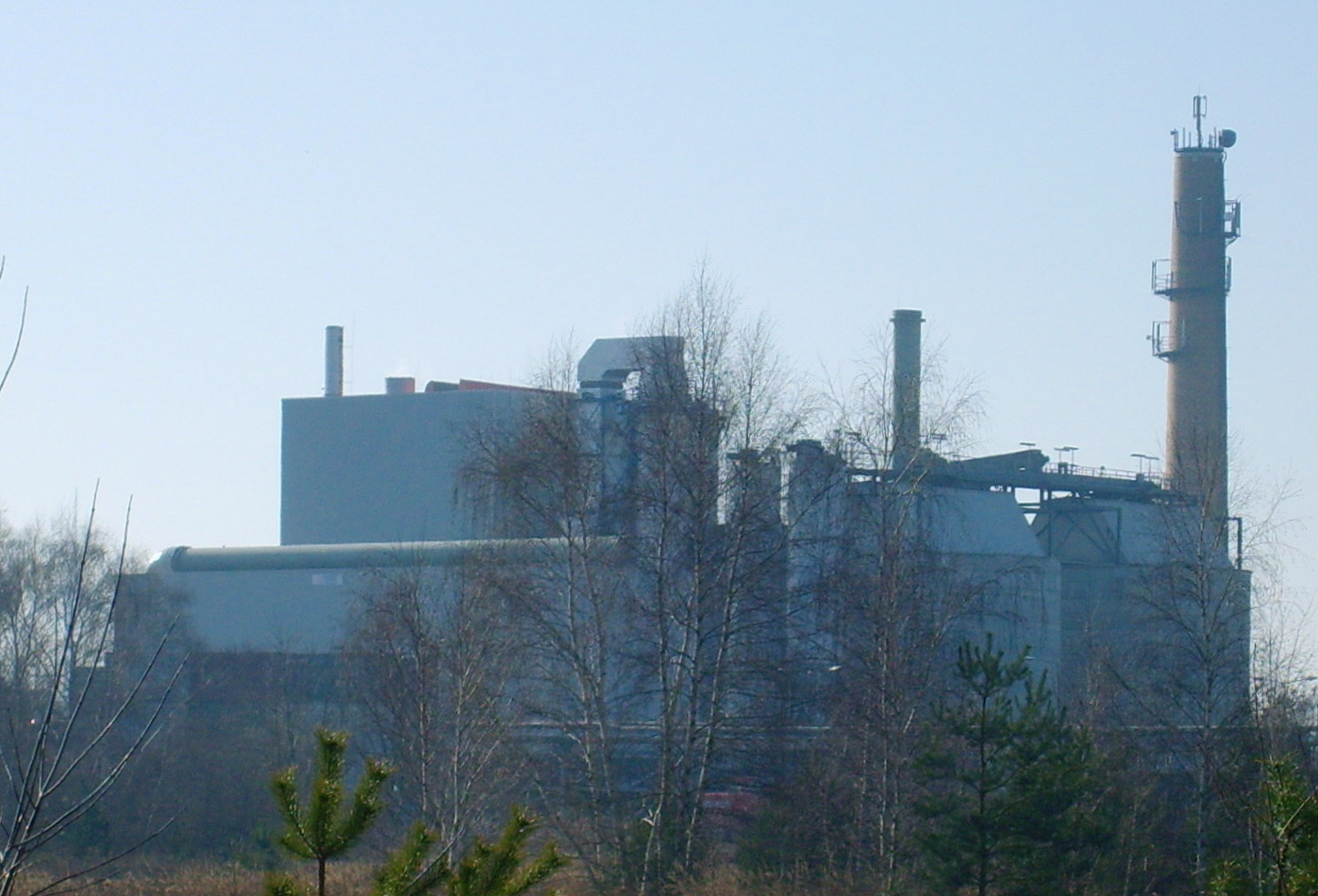
Biomasse-Heizkraftwerk

Das zum Expo-2000-Projekt Klimaschutzregion Elbe-Elster gehörende Biomasseheizkraftwerk Elsterwerda befindet sich im Gewerbegebiet-West. Es wird mit Altholz befeuert. Bereits Mitte der neunziger Jahre gab es in Elsterwerda erste Pläne zur Ablösung der bisher auf Öl und Erdgas basierenden Wärmeerzeugung. Nach der Privatisierung der Stadtwerk Elsterwerda GmbH 2001, erfolgte der Bau des Projektes in den Jahren 2003 und 2004.
Seit dem 1. Juli 2011 unterliegt die Betriebsführung der Danpower GmbH, welche das Kraftwerk aus Insolvenz erworben hat.
Das auf dem Prinzip der Kraft-Wärme-Kopplung errichtete Biomasseheizkraftwerk hat eine Feuerungswärmeleistung von 44 MW und eine installierte elektrische Leistung von 12,6 MW. Aus etwa 90.000 Tonnen Altholz der Klasse A I bis A IV werden jährlich etwa 22 GWh Wärme und 80 GWh Strom erzeugt. Die elektrische Energie wird in das vorhandene Leitungsnetz gemäß Erneuerbare-Energien-Gesetz eingespeist. Die erzeugte Wärme wird in das Fernwärmenetz der Stadtwerk Elsterwerda GmbH eingespeist und von Privathaushalten, öffentlichen Einrichtungen sowie Industrie und Gewerbe genutzt.
Durch den Einsatz nachwachsender Rohstoffe und der Anwendung der Kraft-Wärme-Kopplungstechnologie liegt der Primärenergiefaktor des Kraftwerkes bei 0,00. Der CO2-Emissionsfaktor der Wärmeliefermenge des Heizkraftwerks liegt bei 0,085 kgCO2/kWh.
| Feuerungswärmeleistung: | 44 MW        |
| Elektrische Leistung:   | 12,6 MW      |
| Wärmeleistung:          | 12 MW        |
| Brennstoffverbrauch:    | 90.000 t/a   |
| Stromerzeugung:         | 80.000 MWh/a |
| Wärmeerzeugung:         | 22.000 MWh/a |

#### Trinkwasserversorgung und Abwasserentsorgung
Der Wasser- und Abwasserverband Elsterwerda versorgt Stand 2024 knapp 25.000 Einwohner der Städte Elsterwerda und Bad Liebenwerda sowie der Gemeinden Röderland, Plessa und Hohenleipisch mit Trinkwasser. Die Länge des Trinkwasserrohrnetzes beträgt 312 Kilometer. Das Trinkwasser mit einer mittleren Wasserhärte von 9,69 °dH wird für die Stadt Elsterwerda von einem Wasserwerk in Oschätzchen bezogen.
Die Abwasserentsorgung erfolgt über ein 142,9 Kilometer langes Kanalnetz für Schmutzwasser, dem etwa 8000 Hausanschlüsse angehören. Zwei Klärwerke befinden sich in Elsterwerda und Bad Liebenwerda.

### Verkehr

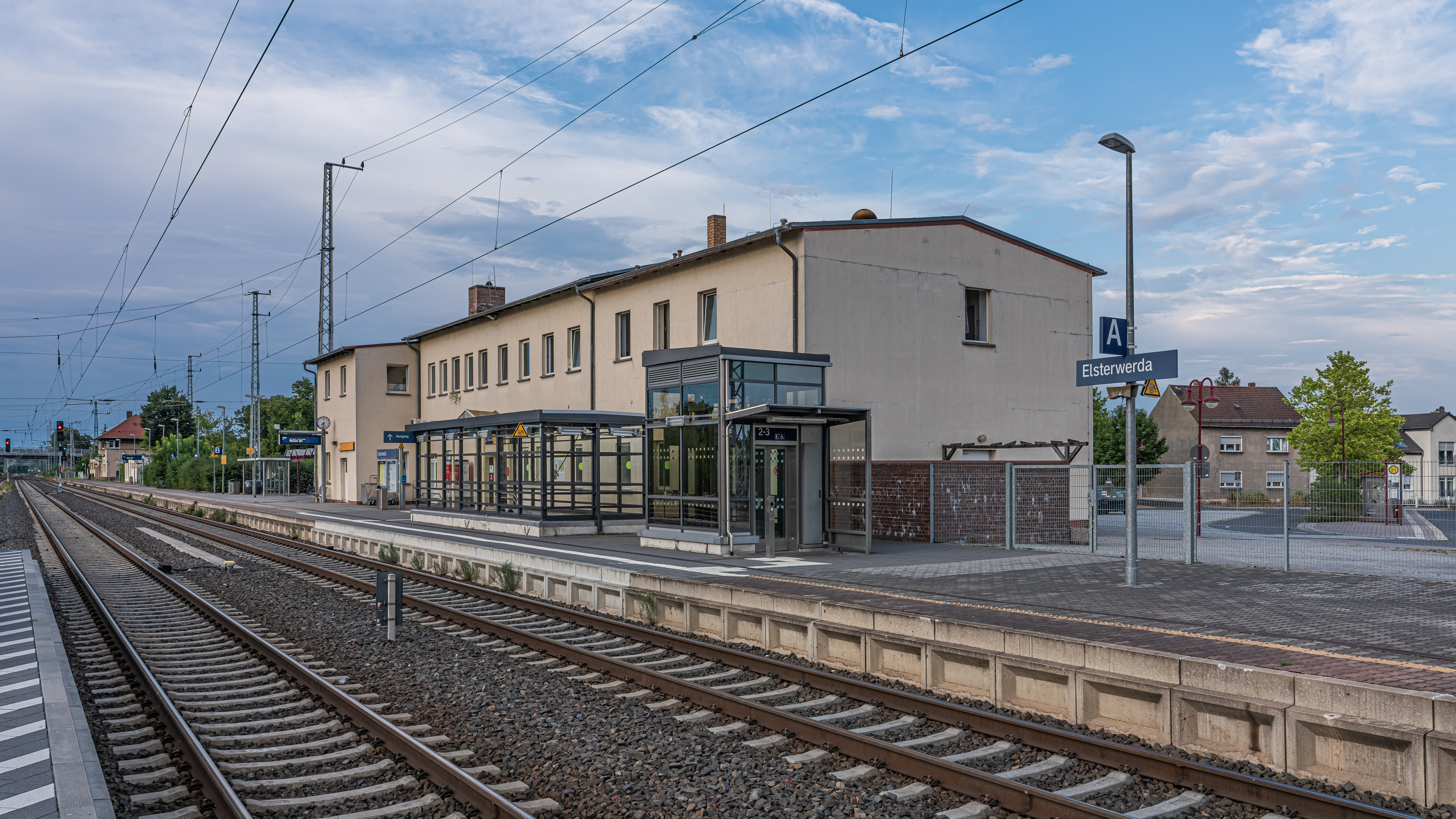
Bahnhof Elsterwerda

Am Bahnhof Elsterwerda trifft die Bahnstrecke Riesa–Elsterwerda auf die Berlin-Dresdner Eisenbahn. Er wird vom Intercity IC 17 Dresden–Berlin–Rostock, den Regional-Express-Linien RE 8 (Elsterwerda–Berlin Hbf) und RE 13 (Elsterwerda–Cottbus; nur Mo–Fr) sowie den Regionalbahnlinien RB 31 (Elsterwerda-Biehla–Dresden) und RB 45 (Elsterwerda–Chemnitz) bedient.
Ein Anschlussgleis verbindet den Bahnhof Elsterwerda mit dem Gewerbegebiet-West, wo sich ein Containerterminal befindet. Am Bahnhof Elsterwerda liegen der in den letzten Jahren neu gestaltete Busbahnhof und Park-and-Ride-Parkplätze.
Vom Bahnhof Elsterwerda-Biehla gibt es Verbindungen mit den Regional-Express-Linien RE 11 (Leipzig–Hoyerswerda) und RE 13 sowie den Regionalbahnlinien RB 31 und RB 49 (Falkenberg (Elster)–Cottbus).
Der öffentliche Personennahverkehr wird unter anderem durch den PlusBus des Verkehrsverbund Berlin-Brandenburg erbracht. Folgende Verbindung führt, betrieben von der VerkehrsManagement Elbe-Elster, ab Elsterwerda:
- Linie 579: Elsterwerda ↔ Hohenleipisch ↔ Gorden ↔ Finsterwalde

In Elsterwerda kreuzen sich die Bundesstraßen B 101 Herzberg–Meißen und B 169 Riesa–Senftenberg. Letztere führt östlich zur Autobahnanschlussstelle Ruhland an der A 13 Berlin–Dresden. Es gibt erste Voruntersuchungen der Trassenführung geplanter Nord- und Südumfahrungen der Stadt.
Die der Stadt am nächsten gelegenen Binnenhäfen befinden sich in Riesa und Mühlberg an der Elbe.
Im Sommer überfliegen stündlich rund 15 Passagiermaschinen in etwa 8000 bis 9000 Meter Höhe den Raum Elsterwerda. Über die Stadt führen Flugrouten von Tschechien in Richtung Hamburg und Skandinavien bzw. aus Richtung München nach Polen, Schweden und Finnland.
Die nächsten Verkehrslandeplätze befinden sich im 20 km entfernten Großenhain und in Riesa. In Schwarzheide befindet sich ein Sonderlandeplatz.
Der nächste Verkehrsflughafen ist der 60 km entfernte Flughafen Dresden, außerdem ist der Flughafen Berlin Brandenburg (circa 120 km) ebenfalls verkehrsgünstig zu erreichen.
Die Straßen der Stadt sind in der Liste der Straßen in Elsterwerda aufgeführt.

### Medien
In Elsterwerda erscheint als regionale Tageszeitung die Lausitzer Rundschau. Die kostenlosen Anzeigenblätter „Wochenkurier“ und „SonntagsWochenBlatt“ erscheinen wöchentlich. Monatlich wird das „Amtsblatt für die Stadt Elsterwerda“ herausgegeben und der „Kreisanzeiger“ des Landkreises Elbe-Elster erscheint nach Bedarf.
Der regionale Fernsehsender „Elbe-Elster Fernsehen“ mit Sitz in Elsterwerda ist über Kabel angeschlossen und erreicht nach eigenen Angaben in der Region ungefähr 75.000 Zuschauer.

### Medizinische Einrichtungen

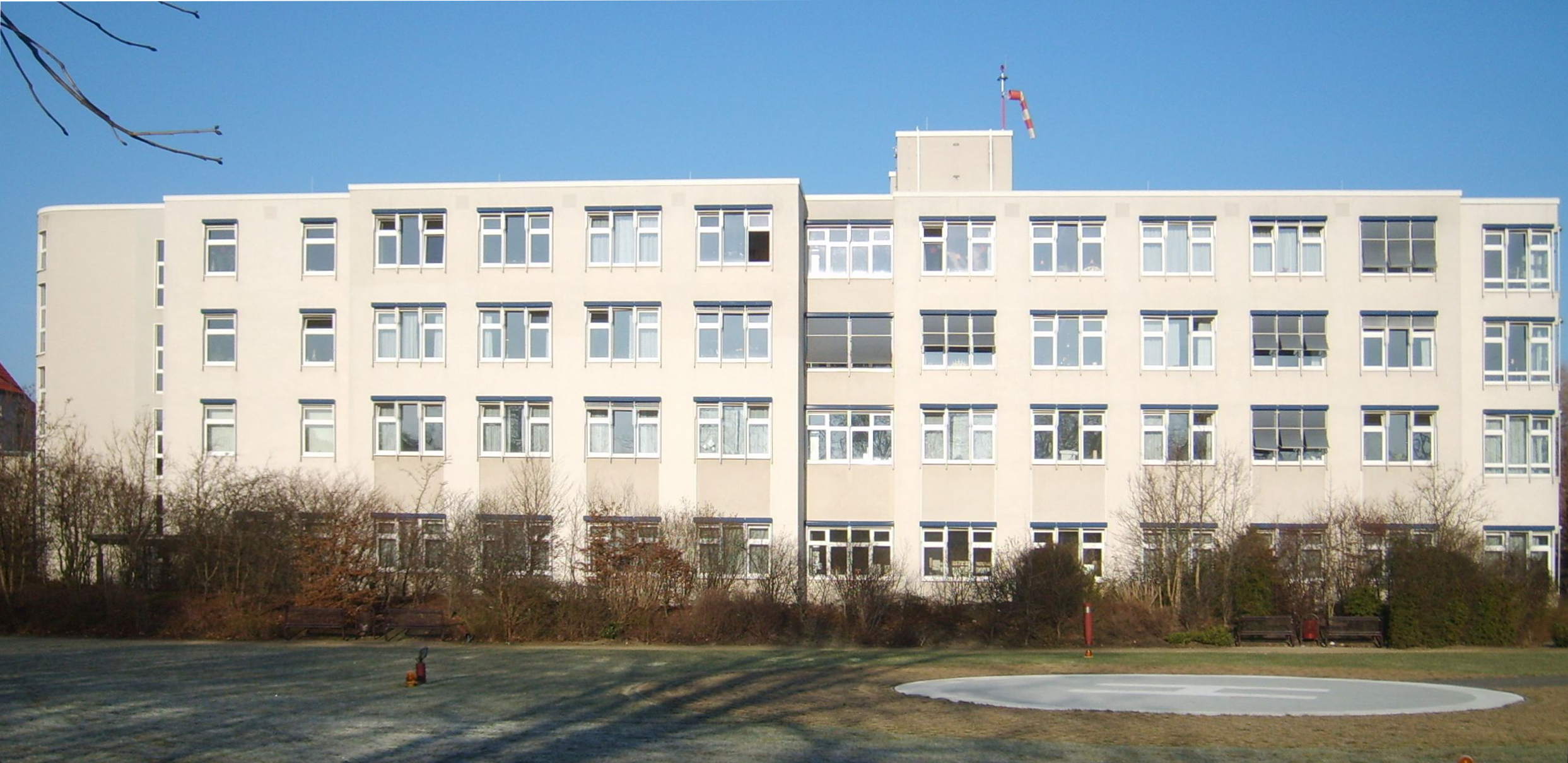
Südseite des Krankenhauses mit dem Hubschrauberlandeplatz

Eine der wichtigsten medizinischen Einrichtungen der Region ist das Elbe-Elster-Klinikum in Elsterwerda mit seinen Fachabteilungen Gynäkologie, Chirurgie, Intensivmedizin, Radiologie, Innere Medizin und Physiotherapie. Außerdem gibt es eine Tagesklinik für Psychiatrie, Psychosomatik und Psychotherapie.
Das 1946 in den Räumen des ehemaligen Amtsgerichtsgebäudes der Stadt entstandene Haus wurde 1974 um eine Poliklinik erweitert. Das Krankenhaus erhielt 1995 ein Bettenhaus mit moderner Küche und Cafeteria und großzügig gestaltetem Eingangsbereich. Im Jahr 1996 folgte die Intensivstation und 1999 das Notfallzentrum, die OP-Bereiche und die Zentralsterilisation. Außerdem verfügt es über einen modernen Hubschrauberlandeplatz.
Das Senioren- und Pflegeheim der Pro Civitate Pflege und Betreuung Elsterwerda gGmbH verfügt über 110 vollstationäre Altenpflegeplätze in Ein- und Zweibettzimmern sowie sechs Kurzzeitpflegeplätze in Einbettzimmern. Außerdem gibt es in Elsterwerda mehrere Einrichtungen für Betreutes Wohnen, vier Apotheken und zahlreiche Fach- und Hausärzte. Weitere medizinische Einrichtungen befinden sich in der benachbarten Kurstadt Bad Liebenwerda.

### Bildung

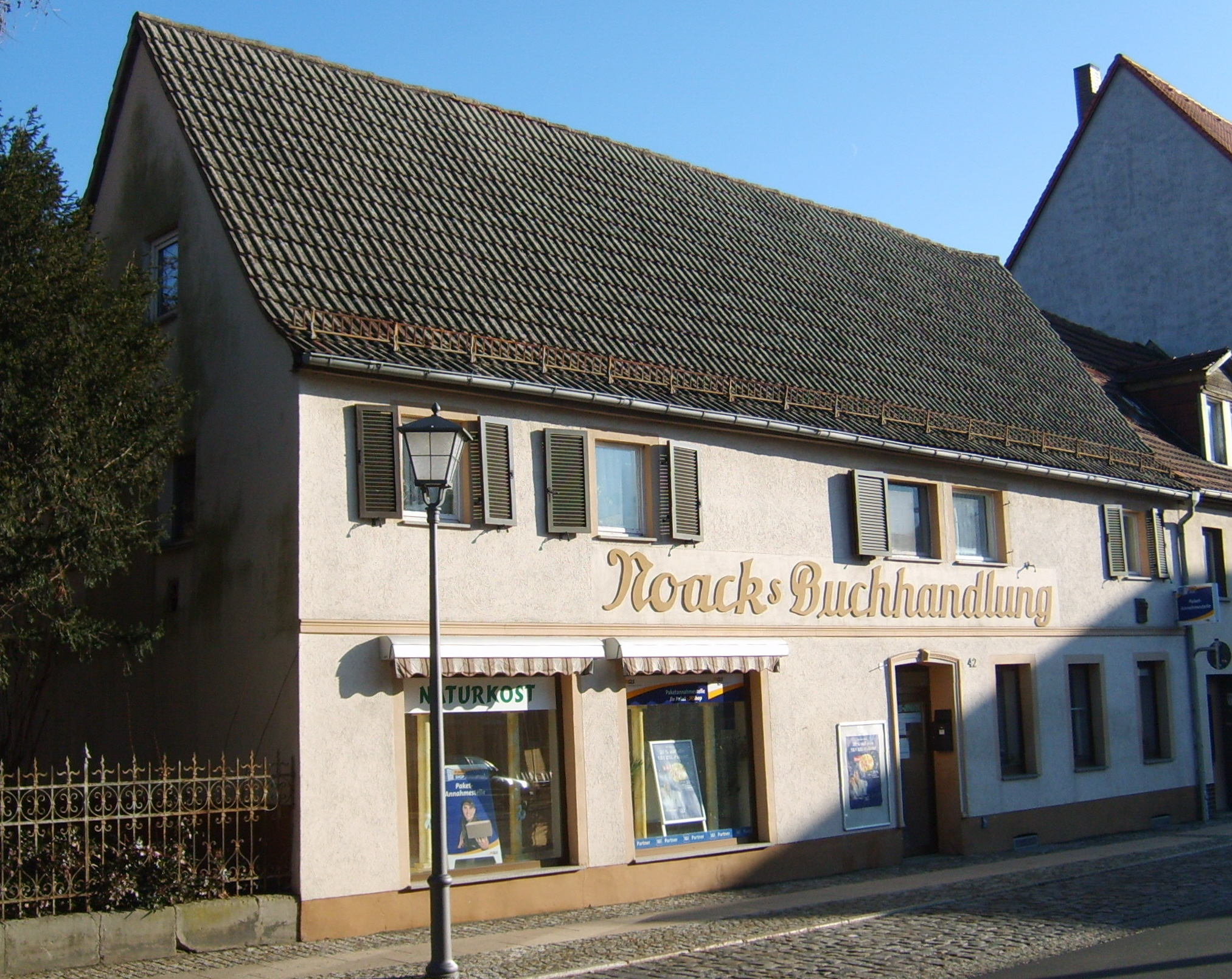
Ältestes Schulhaus der Stadt

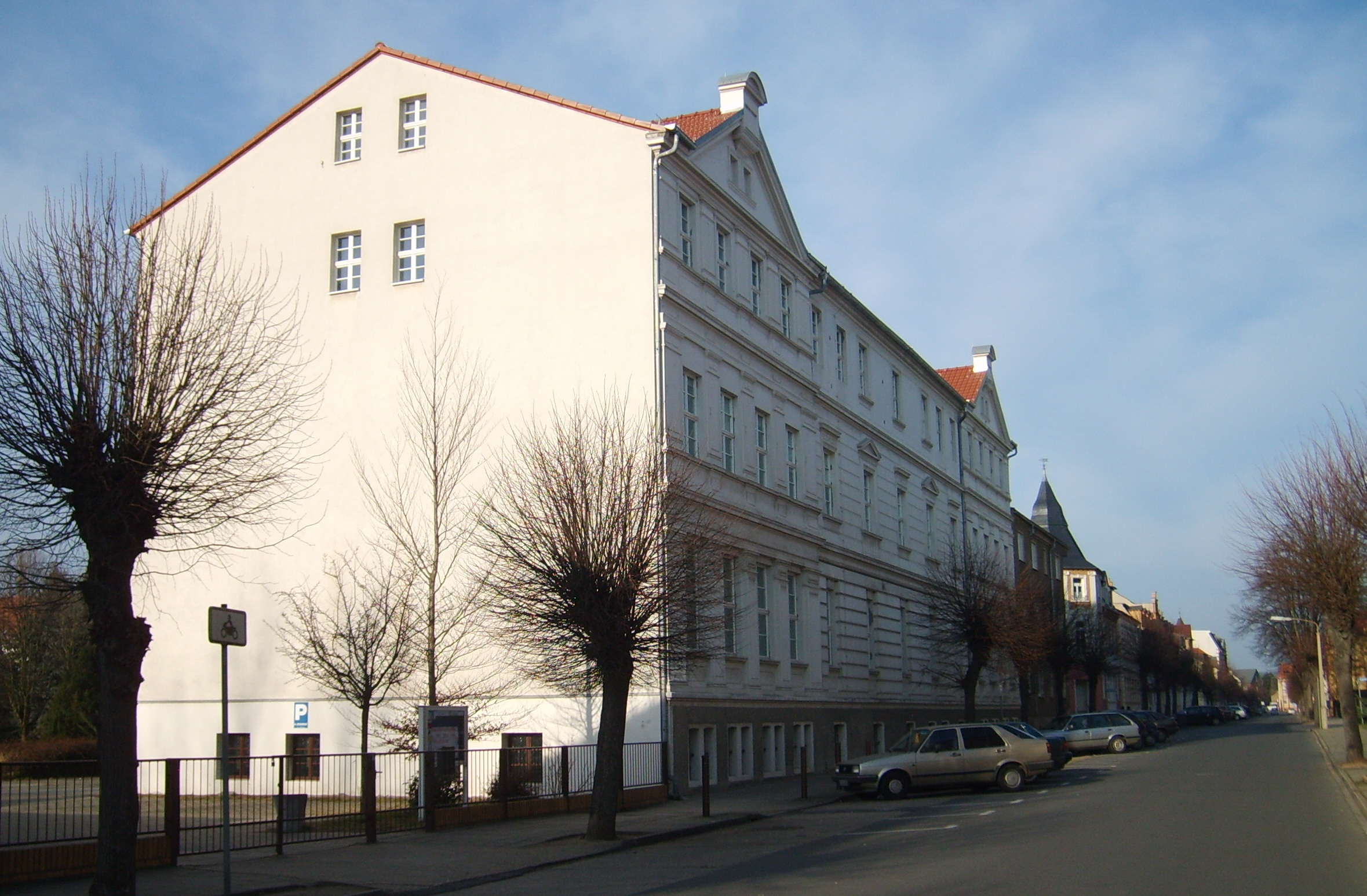
Einstige Präparandenanstalt

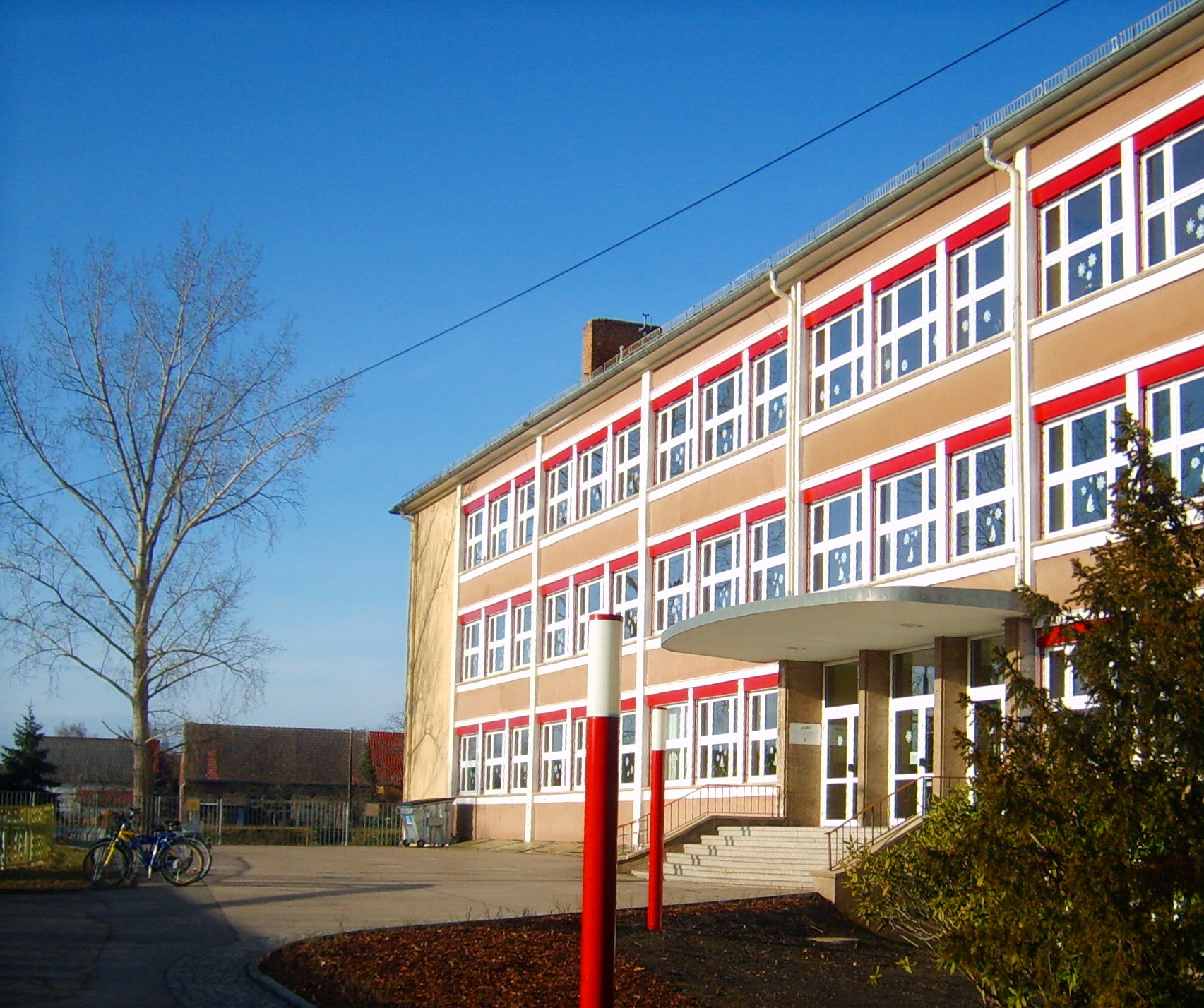
Grundschulzentrum Biehla

#### Schulstadt Elsterwerda
Der Schulstandort Elsterwerda hat eine lange Tradition und die Stadt wird deshalb oft als Schulstadt bezeichnet. Das älteste im Ort erhaltene Schulhaus ist das Gebäude der ehemaligen Buchhandlung Noack und befindet sich rechts der Kirche St. Katharina in der Hauptstraße. Es wurde bereits 1711 im Stadtbuch als Feuerstätte Nr. 9 erwähnt. Im Oktober 1851 beauftragte das Preußische Provinzialschulkollegium beim Kultusministerium die Errichtung eines Seminars im Schloss Elsterwerda und am 13. November 1857 wurde das Königlich-Preußische Lehrerseminar mit 19 Zöglingen eröffnet. An Stelle des Seminars trat 1925 eine Oberrealschule und 1938 eine Oberschule. In der DDR wurde daraus die Erweiterte Oberschule (EOS) Wladimir Komarow und nach der Wende das Elsterschloss-Gymnasium.
In der Elsterstraße wurde 1898 eine Präparandenanstalt eingeweiht, deren Räume gegenwärtig durch eine Berufsschule genutzt werden. Der Krauschützer Domänenpächter und spätere Ehrenbürger August Müller stiftete 1905 das Schulgebäude einer Landwirtschaftlichen Winterschule, das in der Schillerstraße errichtet wurde. Am 15. Oktober desselben Jahres wurde die Schule von der Landwirtschaftskammer für die Provinz Sachsen eingeweiht, um jungen Landwirten von November bis März die Möglichkeit zu geben, sich fachliches Wissen anzueignen.

#### Bildungsangebote der Stadt
In der Schullandschaft der Stadt werden alle im Land Brandenburg möglichen Schulformen angeboten (Stand 2008).
Das Elsterschloss-Gymnasium gilt nach Umfragen der Zeitschrift Unicum Abi gegenwärtig als eine der besten und schönsten Schulen Deutschlands. Das Gymnasium belegte im Jahr 2003 einen zweiten Platz in der Kategorie Umfeld und 2006 einen beachtlichen siebenten Platz in der Gesamtwertung. In Biehla befindet sich die 2006 durch einen Zusammenschluss der Grundschulen am Schlossplatz und Biehla entstandene Friedrich-Starke-Grundschule, benannt nach dem in Elsterwerda geborenen Musiker Friedrich Starke, und in Elsterwerda-West eine Förderschule sowie das sportbetonte Elsterschulzentrum mit Primarstufe und Sekundarstufe I, wo seit 1993 das Projekt Zirkus macht Schule realisiert wird. Außerdem ist in der Stadt das Oberstufenzentrum Elbe-Elster mit den Abteilungen Metalltechnik, Elektrotechnik, Wirtschaft/Verwaltung und Wirtschaft/Berufsvorbereitung ansässig. Die Kreismusikschule Gebrüder Graun betreibt in Elsterwerda eine Außenstelle.
Im Ort bieten zahlreiche Erwachsenenbildungseinrichtungen Möglichkeiten der Aus- und Weiterbildung an. Die Kreisvolkshochschule Elbe-Elster gibt auch Kurse in Elsterwerda und einmal im Monat finden Vorträge der Seniorenakademie im Elsterschloss-Gymnasium sowie im Haus des Gastes in Bad Liebenwerda statt.
In Elsterwerda gibt es eine Stadtbibliothek, die neben den üblichen Ausleihmöglichkeiten Bibliotheksführungen, literarische Veranstaltungen, Schriftstellerlesungen und Dia-Vorträge anbietet.

### Freiwillige Feuerwehr und Polizei

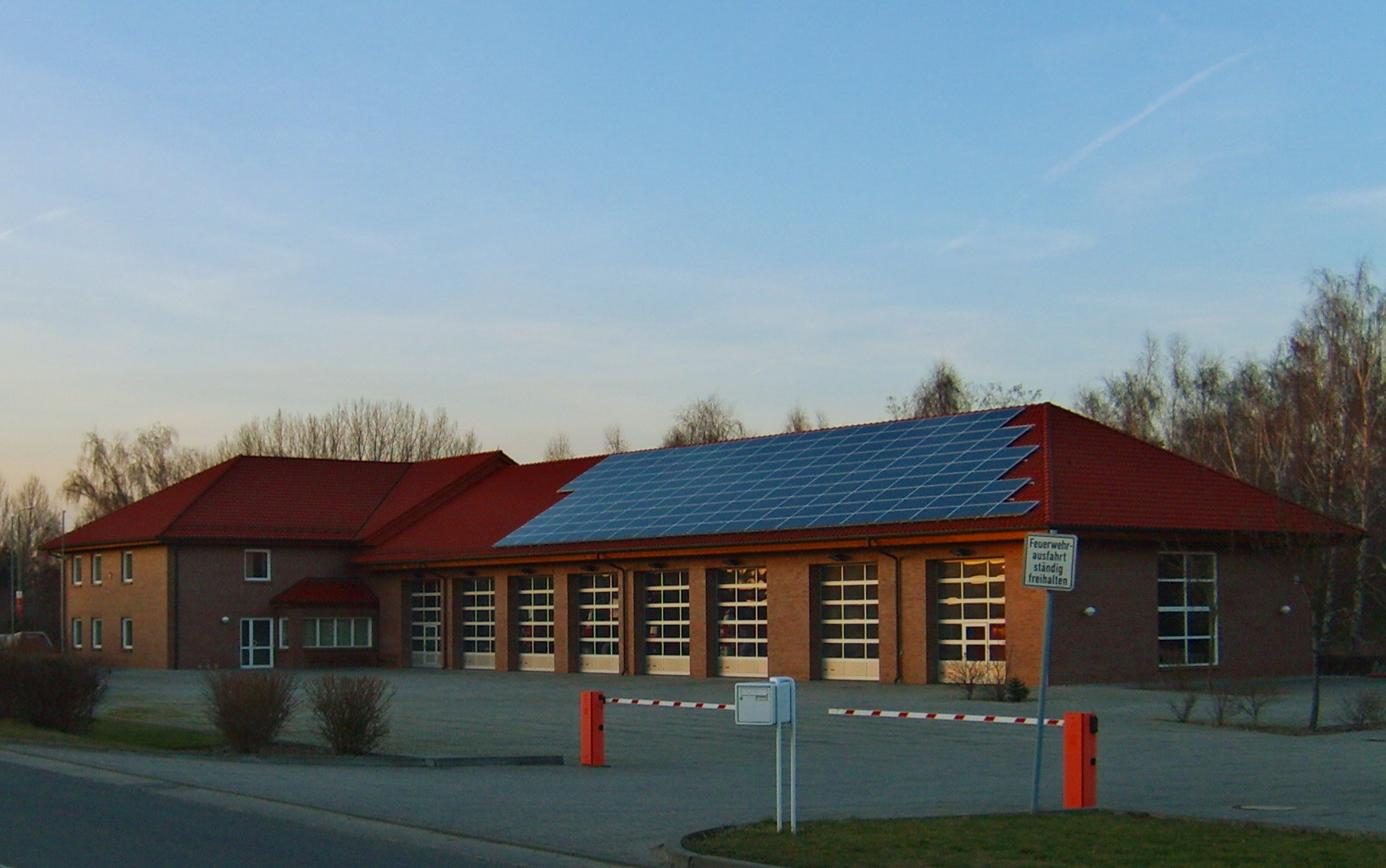
1999 eingeweihtes Feuerwehrhaus

Nachdem am 9. September 1880 der Hauptlehrer Schäfer bei einer Bürgerversammlung zur Gründung einer Freiwilligen Feuerwehr aufgerufen hatte, wurde diese am 20. Juli 1881 dem Magistrat der Stadt bekannt gegeben, der am 3. September zustimmte. Die damalige Feuerwehr hatte eine Stärke von 60 Mann. Vorhandene Technik stellte man vorerst in einem Pferdestall am Rathaus und in Scheunen unter. 1888 wurde ein Spritzenhaus mit Steigerturm in der Burgstraße übergeben, das dreimal (um 1930, 1965, 1981) umfangreich umgebaut wurde. Ein 1954 angeschafftes Löschfahrzeug vom Typ Granit 27 befindet sich wieder im Besitz der Feuerwehr und wurde restauriert.
Am 29. Mai 1999 wurde ein neues Feuerwehrhaus an der Unterführung in Gebrauch genommen.
Die Freiwillige Feuerwehr Elsterwerda verfügt mit dem Löschzug I gegenwärtig (2014) über sechs Fahrzeuge. Der Löschzug II in Biehla besitzt zwei Fahrzeuge und auch die Löschgruppe Kraupa hat zwei Fahrzeuge im Einsatz.
Ein Polizeirevier der brandenburgischen Polizei befindet sich gegenüber dem neuen Feuerwehrhaus. Es gehört zur Polizeiinspektion Elbe-Elster, der außerdem die Polizeireviere in Herzberg und Finsterwalde angehören.

## Persönlichkeiten
Deutliche Spuren hat der Maurermeister und spätere Ehrenbürger Friedrich Jage in Elsterwerda hinterlassen. Er war unter anderem Baumeister öffentlicher Gebäude, wie des später zum Krankenhaus umgebauten Amtsgerichts und des ehemaligen Kaiserlichen Postamts in der Elsterstraße. Außerdem war er für die Umbauarbeiten am Rathaus verantwortlich, das durch ihn seine gegenwärtige Gestalt erhielt.
Ebenfalls Ehrenbürger der Stadt war der Denkmalpfleger Hans Nadler, der für den Erhalt zahlreicher Kulturdenkmäler in Dresden verantwortlich war und sich kurz vor seinem Tod vehement für den Wiederaufbau der 1945 zerstörten Dresdner Frauenkirche einsetzte. Sein Vater, der in Elsterwerda geborene Maler Hans Nadler, war durch die Darstellung der Landschaft und der Menschen des benachbarten Schradens als Schradenmaler bekannt. Ihm zu Ehren befindet sich eine Dauerausstellung in den oberen Räumen der Kleinen Galerie „Hans Nadler“.

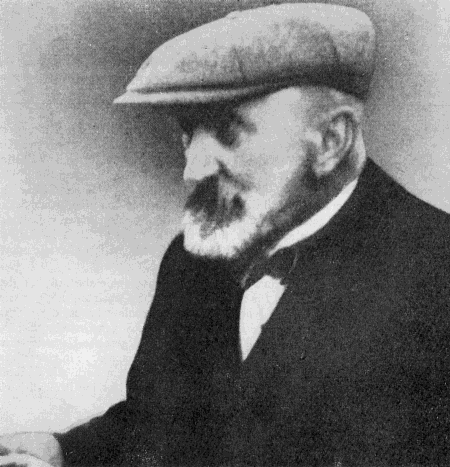
Johannes Gillhoff

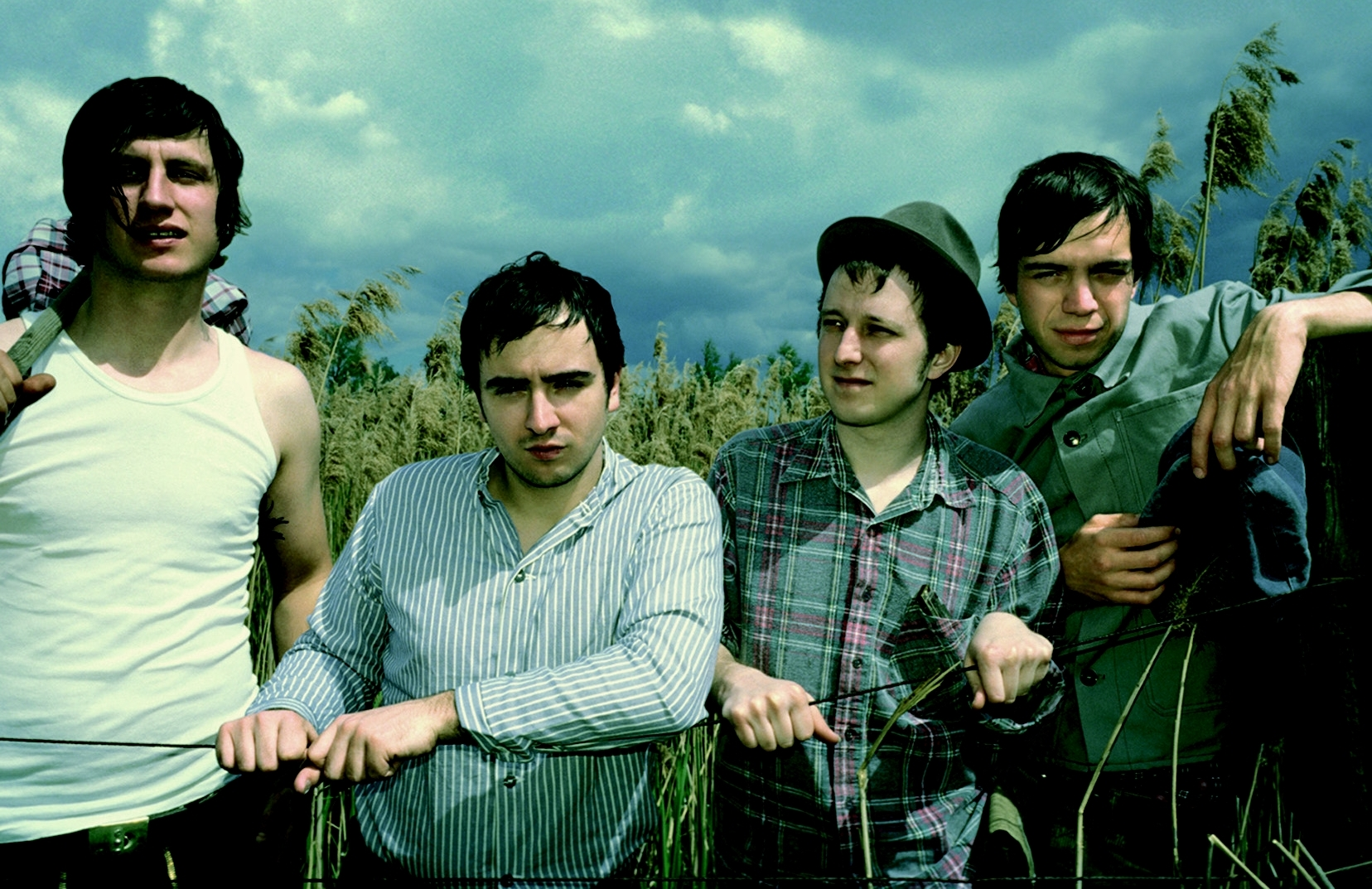
Die Indie-Pop-Band „Virginia Jetzt!“

Die meisten bekannten Persönlichkeiten der Stadt standen mit dem Elsterschloss und seinen Bildungseinrichtungen in Verbindung. Vor allem das Lehrerseminar (1858–1926) spielte eine große Rolle im Geistes- und Kulturleben der Stadt. Der auf dem väterlichen Gut in Elsterwerda aufgewachsene Julius Bernhard von Rohr war am Anfang des 18. Jahrhunderts einer der bekanntesten Autoren der deutschen Hausväterliteratur, die als Ratgeberliteratur unter anderem als Vorläufer der modernen Kochbücher gilt. Später wirkten hier Seminarlehrer und Schüler, die durch schriftstellerische und wissenschaftliche Veröffentlichungen bekannt wurden, wie Hermann Kahle, Ulrich Kleist, Wilhelm Teschner und Johannes Gillhoff. Der Schriftsteller Klaus Beuchler besuchte hier die Oberschule und beschrieb 1955 in seinem Buch Das Dorf in der Wildnis den dramatischen Ablauf der Gründung von Plessa-Süd nach dem Zweiten Weltkrieg. Außerdem schrieb er das Drehbuch zum 1961 entstandenen DEFA-Film Reiseziel Erfurt, dessen Hauptdarsteller Mitglieder der Elsterwerdaer Sportwerbegruppe waren. Durch das Kinderfernsehen wurde der Oberrealschüler und spätere Ehrenbürger Heinz Fülfe als Schnellzeichner und Puppenspieler Tadeus Punkt bekannt. Der populäre Fernsehjournalist Thilo Koch legte hier sein Abitur 1939 als Jahrgangsbester ab. Er blieb dem Elsterschloss-Gymnasium, dessen Bibliothek seinen Namen trägt, bis zu seinem Tod eng verbunden. Der in Elsterwerda geborene Schriftsteller Werner Schendell war 1952 Gründungsvorstand der Deutschen Schillerstiftung, Deutschlands ältester privater Fördereinrichtung für Schriftsteller.
Die deutschsprachige Indie-Pop-Band Virginia Jetzt!, die von 1999 bis 2010 bestand, wurde von Schülern des Elsterschloss-Gymnasiums gegründet und nahm mit dem Song Wahre Liebe 2005 an Stefan Raabs Bundesvision Song Contest teil. Ihr Album Anfänger erreichte ein Jahr vorher Platz 17 der deutschen Album-Charts.
Politische Karriere machte unter anderen der in Elsterwerda geborene Jurist und DVP-Politiker Wilhelm Bünger, der 1933 den Reichstagsbrandprozess leitete. Der SPD-Politiker und ehemalige Elsterwerdaer Schüler Reinhard Höppner war von 1994 bis 2002 Ministerpräsident von Sachsen-Anhalt.
Bekannte in Elsterwerda geborene Sportler sind die Fußballspieler Ralf Minge und Daniel Ziebig, der Handballspieler Christoph Schindler und der Radsportler Falk Boden, der 1983 die Internationale Friedensfahrt gewann. Ebenfalls aus Elsterwerda stammt Hartmut Buschbacher, der von 2008 bis 2012 Cheftrainer des deutschen Ruderverbandes war.